# Бразилия
Брази́лия (порт. Brasil МФА: [bɾaˈziw]о файле), официально — Федерати́вная Респу́блика Брази́лия или Федерати́вная Респу́блика Брази́лии (порт. República Federativa do Brasil МФА: [ʁe'publikɐ fedeɾaˈt͡ʃivɐ 'dʊ braˈziw]о файле) — суверенное государство в Южной Америке. Площадь — 8 515 767 км² (эквивалентна 47,3 % южноамериканской территории). Будучи пятой среди стран мира по площади и седьмой по численности населения (с более чем 218 млн жителей), Бразилия является крупнейшей страной Южной Америки и Латинской Америки как по территории, так и по численности населения. Единственная португалоязычная страна во всей Америке, а также крупнейшая лузофонная страна на планете.
Столица — город Бразилиа (другой вариант названия города — Бразилия — совпадает с русским произношением наименования страны), крупнейшие города — Сан-Паулу и Рио-де-Жанейро.
Бразилия была колонией Португалии с момента высадки Педру Алвариша Кабрала на берегу Южной Америки 22 апреля 1500 года и до объявления независимости 7 сентября 1822 года в виде Бразильской империи. 15 ноября 1889 года Бразилия провозглашена республикой. Действующая конституция определяет Бразилию как федеративную республику, являющуюся союзом Федерального округа, 26 штатов и 5564 муниципалитетов.
Бразилия имеет девятую по величине номинального ВВП экономику в мире и седьмую по ВВП, рассчитанному по паритету покупательной способности. Экономические реформы принесли стране международное признание. Бразилия состоит в таких международных организациях, как ООН, G20, ВТО и МЕРКОСУР, а также является одной из стран БРИКС.
Значительное влияние на культуру страны оказала Португалия, бывшая метрополия. Официальным и практически единственным разговорным языком страны является португальский. По вероисповеданию большинство бразильцев являются католиками, что делает Бразилию страной с самым многочисленным католическим населением в мире.
Денежная единица — бразильский реал.

## Происхождение названия

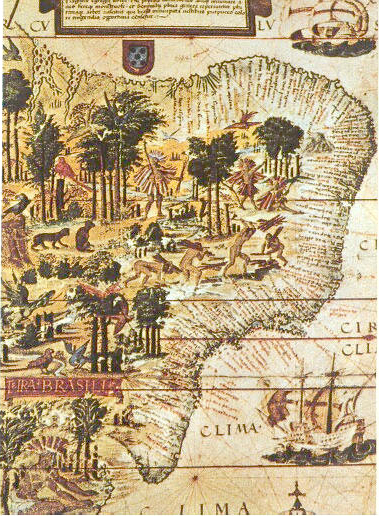
Деталь карты «Terra Brasilis» 1519

Территории Нового Света, присоединённые к Португалии мореплавателем Педру Алваришем Кабралом, были названы им Землёй Истинного Креста (порт. Terra de Vera Cruz), затем эти территории стали называться Землёй Святого Креста (порт. Terra de Santa Cruz). Однако немного позднее за этой страной закрепилось другое название — Terra do Brasil (в русском написании — Бразилия).
Это название, по одной из версий, связано с открытием на побережье деревьев цезальпинии ежовой, древесину которых стали в большом количестве вывозить в Европу. Португальцы называли это дерево пау-бразил (порт. pau-brasil — дерево бразил): они считали, что нашли место, откуда арабские торговцы брали так называемый бразил (порт. brasil, от порт. brasa — «жар», «раскалённые угли») — ценную красную древесину, которая попадала в Европу уже с XII века и использовалась для приготовления красок, а также для изготовления мебели и музыкальных инструментов (в действительности арабы поставляли в Европу древесину родственного, но иного растения, растущего в Юго-Восточной Азии).
По другой версии, название страны произошло от названия острова Бразил (Хай-Бразил, или О’Бразил) из ирландской мифологии — мифической земли в Атлантическом океане.

## История

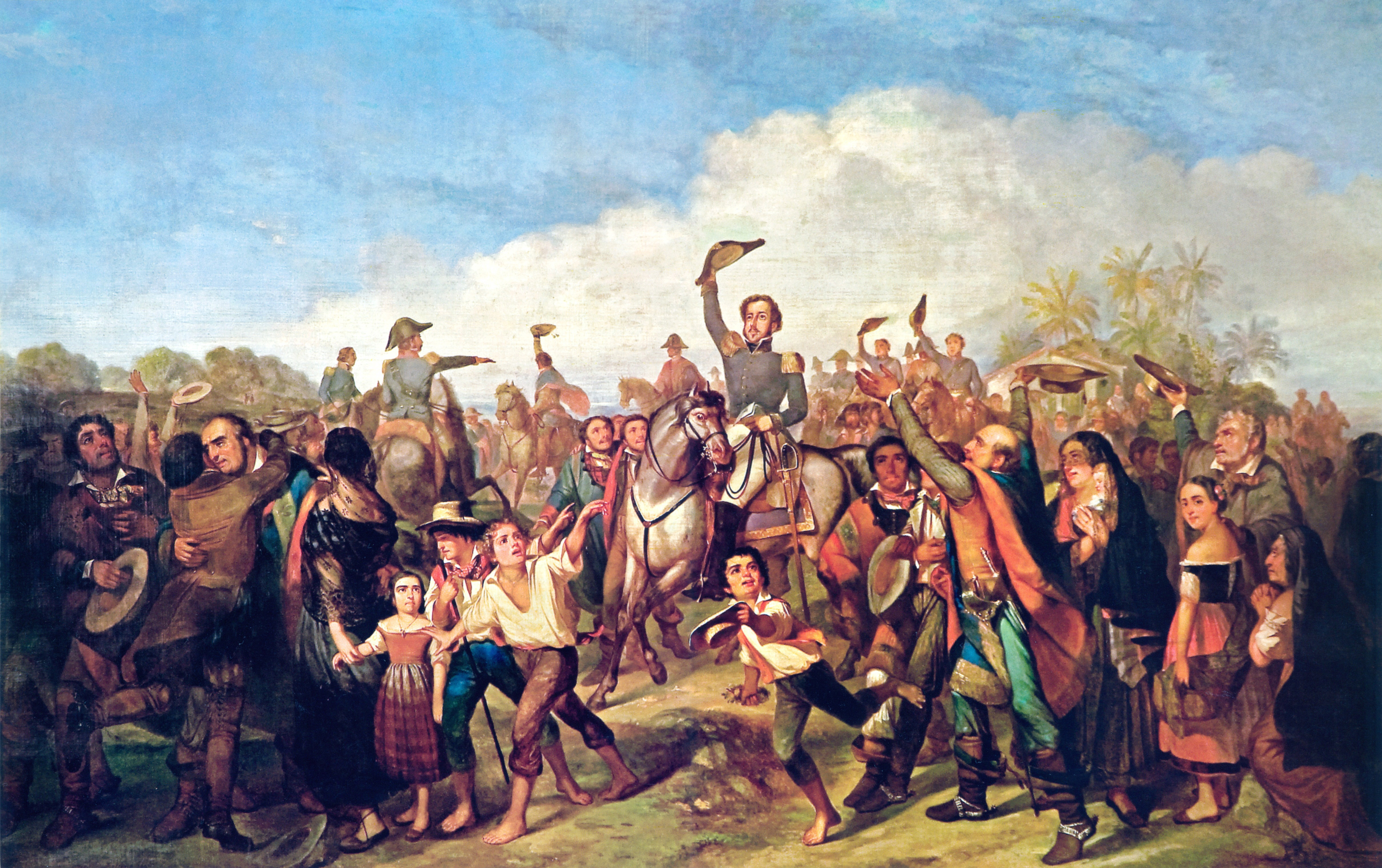
7 сентября 1822 г. Педру I провозглашает независимость от Португалии

Первые люди появились на территории Бразилии, по разным теориям, между 17 и 6 тысячами лет до нашей эры. Уровень развития не был высоким, население Бразилии оставалось на стадии неолита. Примерно в 800—1400 годах нашей эры на острове Маражо существовала земледельческая культура Маражоара. В начале колонизации Бразилии Португалией на её настоящей территории коренное население составляло 7 миллионов человек, которые в основном вели полукочевой образ жизни. Они жили за счёт охоты, рыболовства, занимались сельским хозяйством.
Для европейцев Бразилия была открыта 24 апреля 1500 года португальским мореплавателем Педру Алваришем Кабралом. В 1533 году началась португальская колонизация Бразилии, берег которой был разделён на 15 капитанств. На протяжении следующих трёх столетий эта территория была населена португальцами и стала важным экспортёром сначала декоративных пород древесины, затем сахарного тростника, кофе и, наконец, золота. Важным источником трудовых ресурсов были рабы: сначала — индейцы, а после 1550 года — преимущественно негры. В 1549 году португальские владения в Бразилии были напрямую подчинены королю Португалии. Наместником португальского короля стал генерал-капитан, резиденция которого находилась в Салвадоре. В 1549—1763 годах этот город был первой столицей колониальной Бразилии. В 1574 году был принят указ, запрещающий превращение местных индейцев в рабов. Это привело к массовому завозу рабов из Африки. В 1640 году был назначен первый вице-король Бразилии маркиз де Монталван. Город Рио-де-Жанейро становится столицей Бразилии в 1763 году. В 1806 году португальский король Жуан VI бежал в Бразилию от Наполеона. После возвращения Жуана VI в Португалию (1821) его сын оставался в Бразилии регентом.
7 сентября 1822 года была провозглашена независимость Бразилии от Португалии. Императором Бразилии под именем Педру I стал сын Жуана VI. Сменивший его на бразильском престоле император Педру II правил до 1889 года, пока не был свергнут военными. Бразилия была провозглашена республикой (официальное название — «Республика Соединённых Штатов Бразилии»). За год до этого, в 1888 году, в Бразилии было отменено рабство. В конце XIX — начале XX веков Бразилия привлекла более чем 5 миллионов европейских и японских иммигрантов.
В 1930—1934 и в 1937—1945 годах — диктатура Ж. Варгаса. В 1964 году в стране был снова совершён военный переворот, в результате которого к власти пришёл маршал Умберту Кастелу Бранку. Это был третий диктаторский режим за всю историю Бразилии, и он просуществовал до 1985 года.
После выборов 2010 года Дилма Русеф стала первой женщиной, избранной президентом Бразилии. С 1 января 2024 года Бразилия официально входит в ОПЕК+.

## География

### Географическое положение
Бразилия располагается в Южном и частично Северном полушариях Земли. Бразилия занимает центральную и восточную часть Южной Америки. Наибольшая протяжённость с севера на юг 4320 км, с запада на восток 4328 км. Она граничит со всеми странами материка, кроме Эквадора и Чили: с Французской Гвианой, Суринамом, Гайаной и Венесуэлой на севере, Колумбией на северо-западе, Перу и Боливией на западе, Парагваем и Аргентиной на юго-западе и Уругваем на юге. Протяжённость сухопутных границ около 16 тысяч км. С востока омывается Атлантическим океаном, протяжённость береговой линии — 7,4 тысячи км. В состав Бразилии также входят несколько архипелагов, в частности Фернанду-ди-Норонья, Рокас, Сан-Паулу и Триндади-э-Мартин-Вас. Через территорию страны проходит линия экватора.

### Рельеф

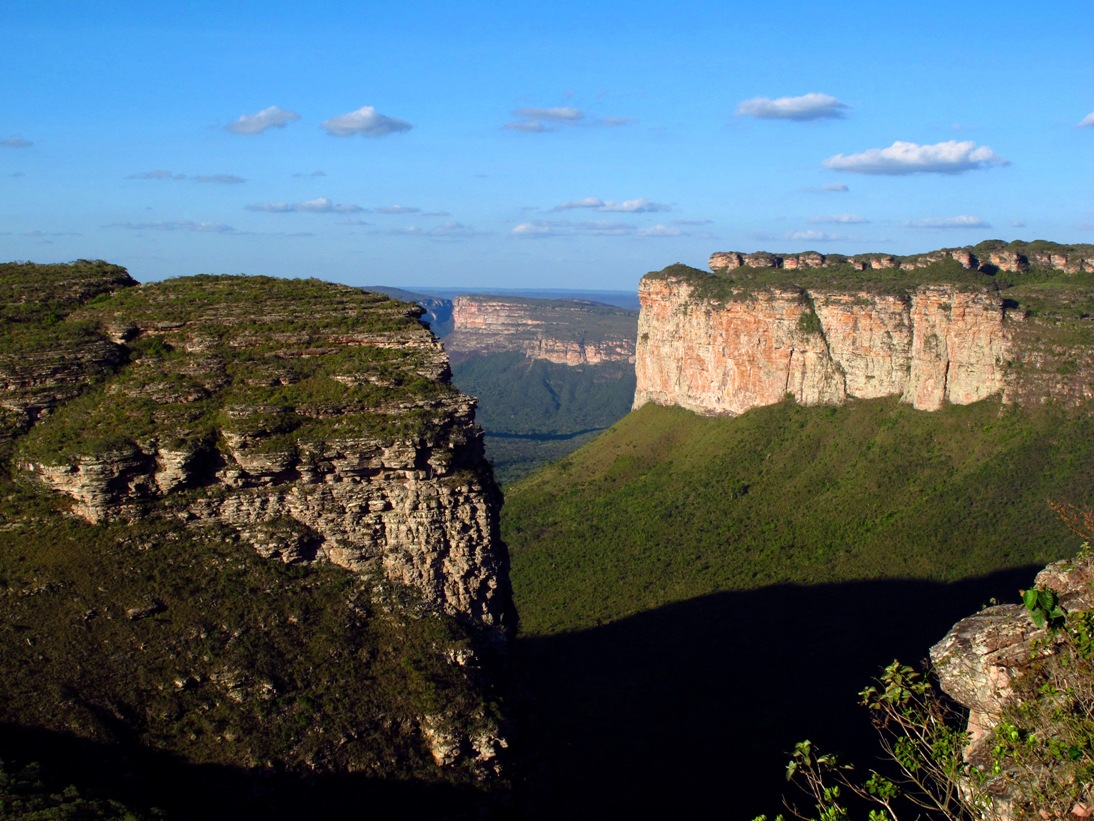
Шапада-Диамантина

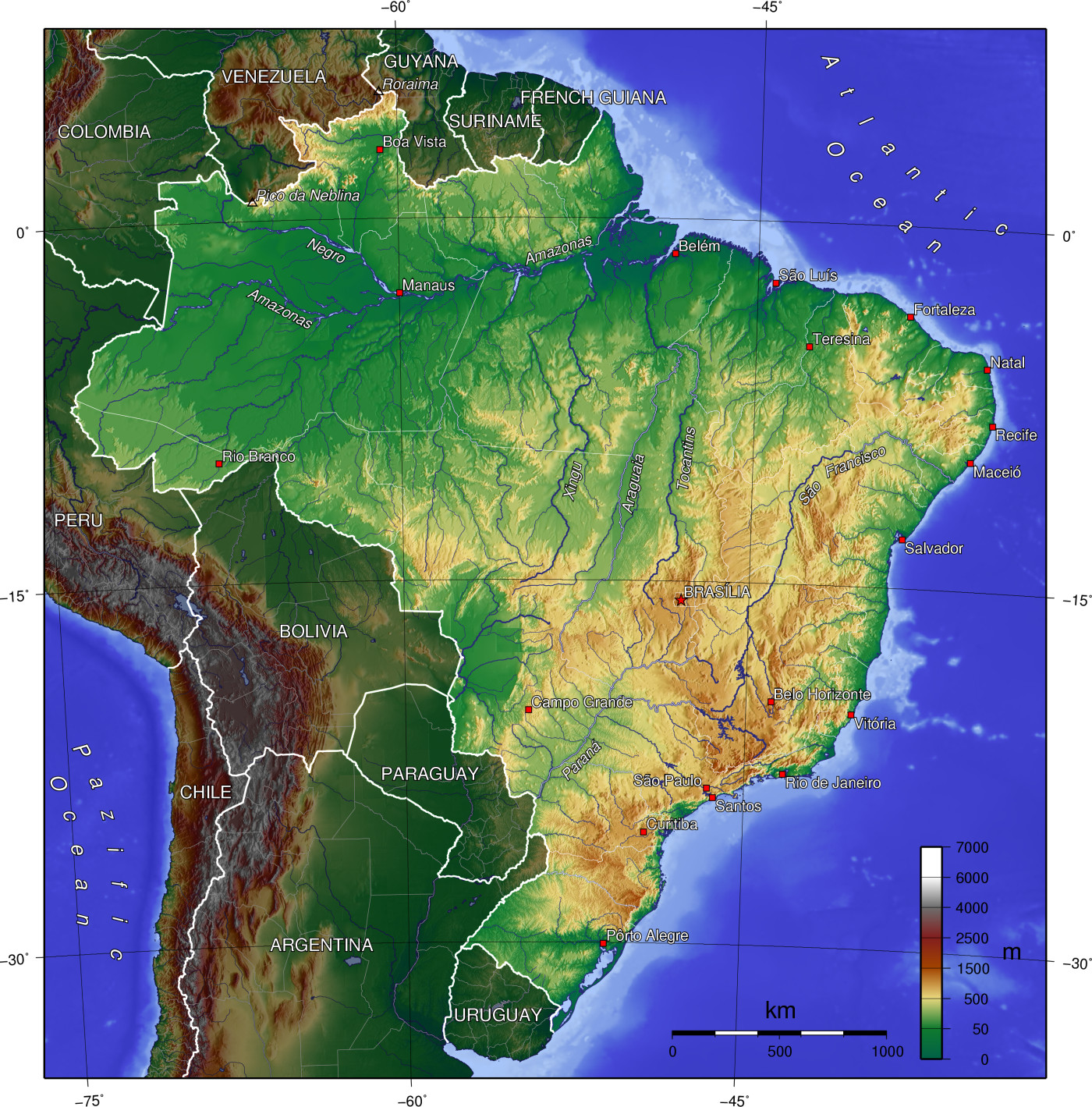
рельеф Бразилии

На севере страны находится Амазонская низменность (Амазония) — обширная долина крупнейшей реки мира Амазонки. На севере она постепенно переходит в холмистые равнины северной части Гвианского плоскогорья (высота 150—700 м, отдельные вершины до 1200 м), окружённые вдоль государственной границы крутыми скалами Серры-Имеры, Серры-Паримы и Серры-Пакараймы (гора Рорайма — 2772 м). Почти всю оставшуюся территорию страны занимает Бразильское плоскогорье, которое повышается к югу и северо-востоку и круто обрывается к узкому краю береговой Приатлантической низменности. Крайние горные массивы (Серра-ду-Мар, Серра-да-Мантикейра и другие) достигают высоты 2890 м (гора Бандейра). На запад от приатлантических массивов и остаточного кряжа («бразилид») — Серра-ду-Эспиньясу на месте тектонических впадин раскинулся пояс пластовых и моноклинарно-пластовых равнин (лавовое плато Параны и другие); в центре и на севере преобладают цокольные плоскогорья и равнины, которые чередуются с плато — шападами. На западе на территорию Бразилии заходит аккумулятивная низменность верховья реки Парагвай — Пантанал.

### Климат

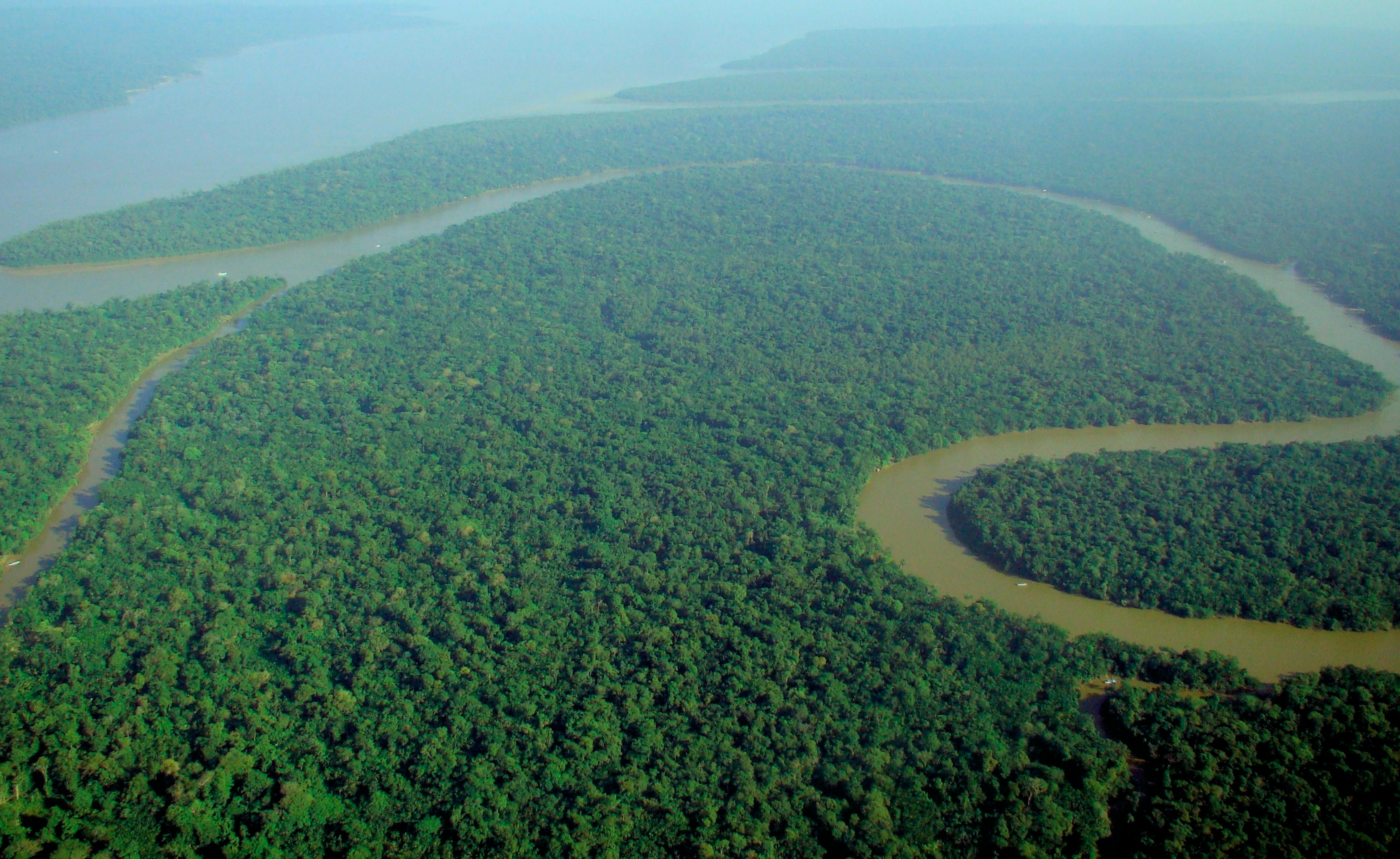
Река в джунглях Амазонии

Для Бразилии характерен жаркий климат. Среднемесячная температура колеблется от 16 до 29 °C; лишь на высоких восточных массивах средняя температура июля от 12 до 14 °C; возможны заморозки. Но режим осадков и типы климата разные. На западе Амазонии экваториальный влажный климат (осадки 2000—3000 мм в год, амплитуды средних месячных температур 2—3 °С), на востоке Амазонии и прилегающих пологих склонах Гвианского и Бразильского плоскогорий — субэкваториальный климат с засушливым периодом до 3—4 месяцев (осадки 1500—2000 мм, на побережье около 3000 мм в год). В центре Бразильского плоскогорья и Пантанале — субэкваториальный влажный климат (осадки 1400—2000 мм в год) с большими амплитудами температур (особенно крайних — до 45—50 °C); на северо-востоке плоскогорья количество осадков снижается до 500 мм и меньше в год, а дожди выпадают крайне нерегулярно: это район частых и продолжительных засух. На восточной границе климат тропический пассатный, жаркий и влажный, с коротким засушливым сезоном. На юге плоскогорья постоянно влажный климат, тропический на плато Парана и субтропический в возвышенных восточных районах до юга от 24° южной широты.

### Внутренние воды

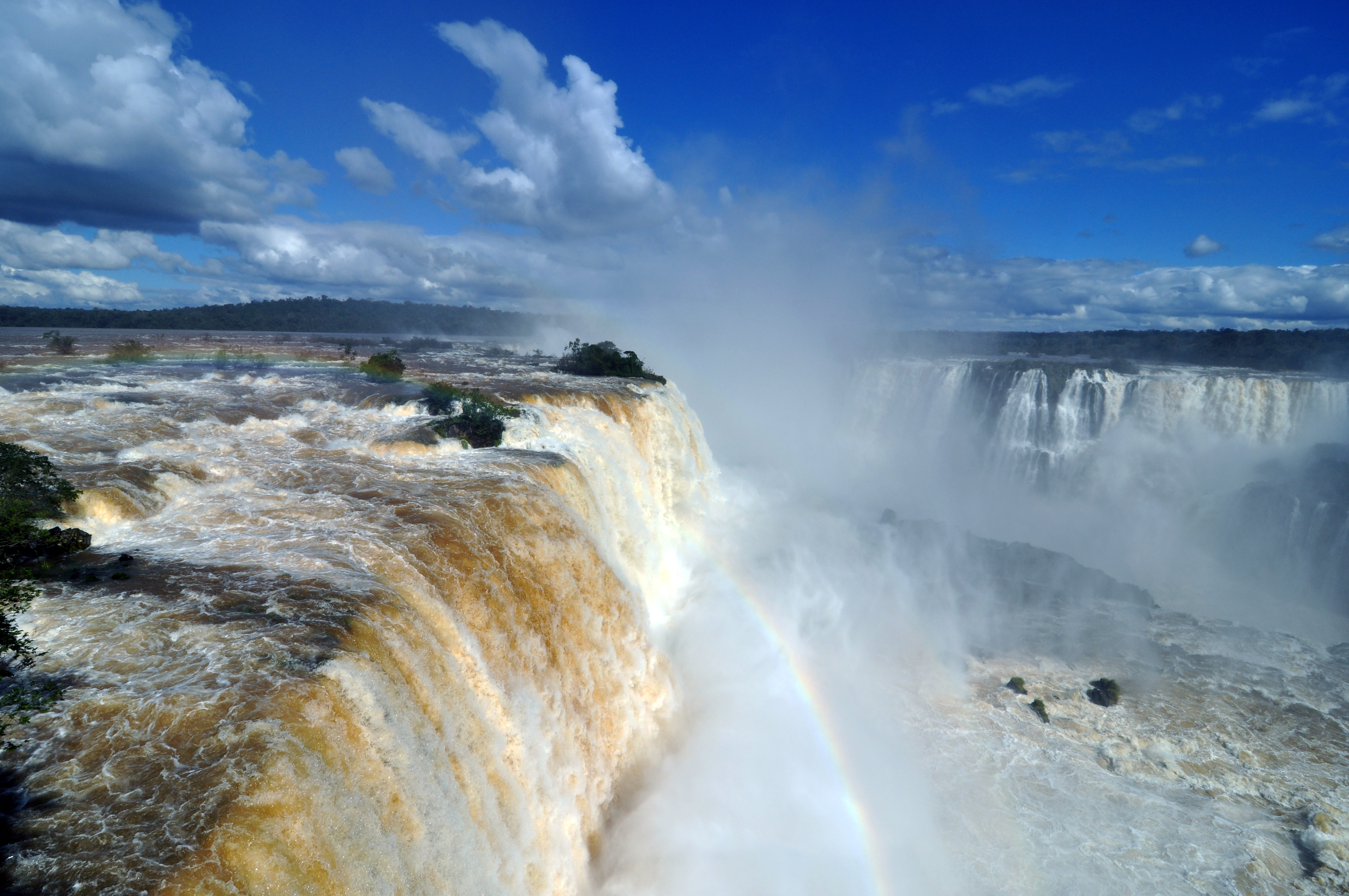
Водопад Игуасу

Речная сеть очень густая. Вся Амазония, юг Гвианского и северная часть Бразильского плоскогорья орошается системой реки Амазонки; юг Бразильского плоскогорья — системами рек Уругвай и Парана, запад — притоком Параны — реки Парагвай, восток принадлежит к бассейну реки Сан-Франсиску, северо-восточная и восточная границы плоскогорья орошаются короткими реками, которые впадают непосредственно в Атлантический океан (наибольшая река Парнаиба). Только Амазонка со своими западными и восточными притоками полноводна и судоходна на протяжении всего года.
Все реки Бразильского плоскогорья (кроме рек крайнего севера) имеют резкие колебания расхода воды со значительными паводками (обычно летом), имеют пороги и водопады (в том числе водопады Игуасу на одноимённом притоке Параны, Урубупунга и Сети-Кедас — на Паране, Паулу-Афонсу — на Сан-Франсиску). Реки плоскогорья имеют большие запасы гидроэнергии, но судоходны только на коротких участках, за исключением Парнаибы и Сан-Франсиску. Абуна — река на северо-востоке Бразилии — при полной длине в 375 км судоходна на протяжении 320 км.

### Грунты и растительность

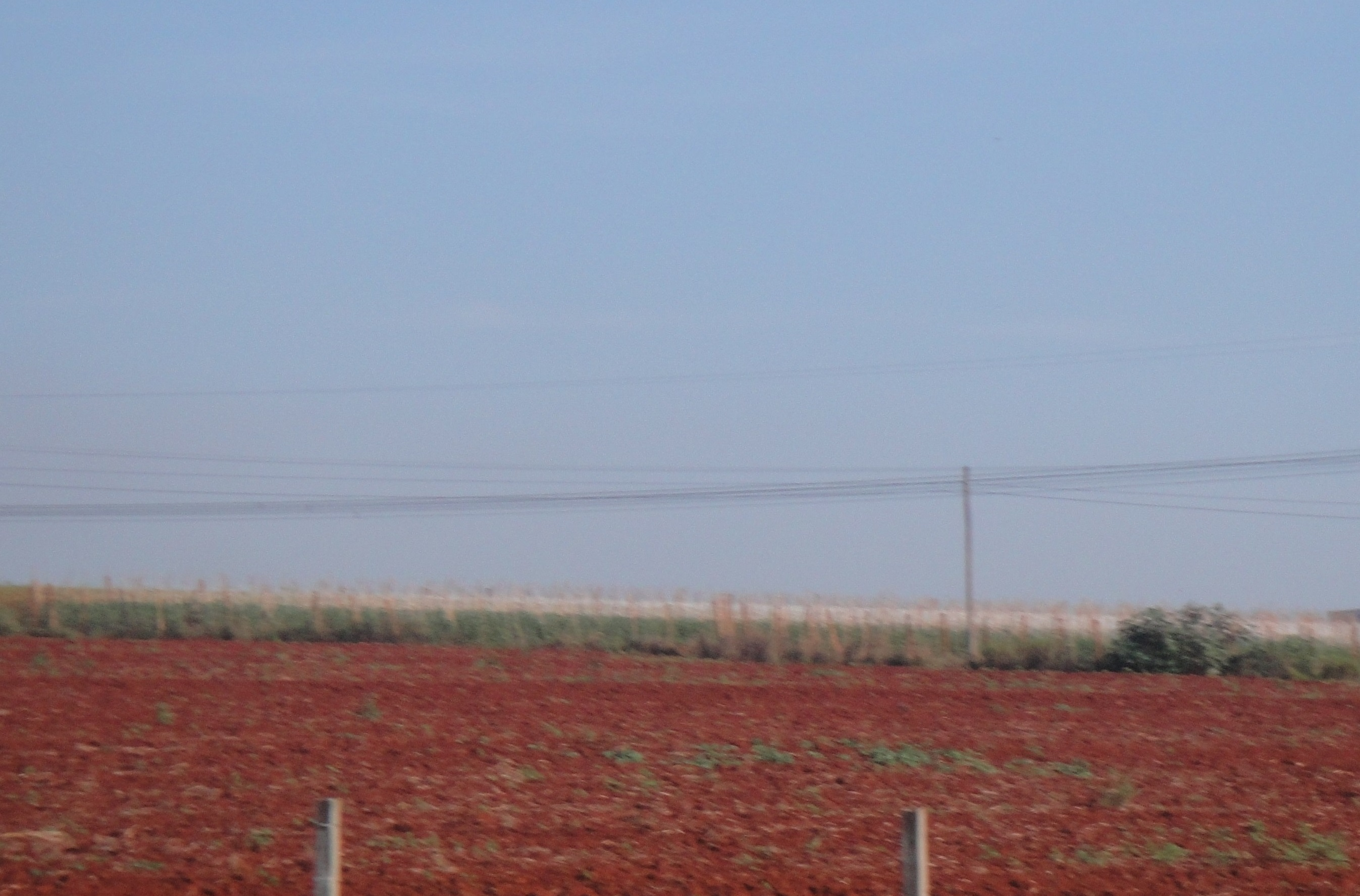
Терра роса. Штат Сан-Паулу

В Бразилии преобладают леса на красных латеритных (ферралитных) грунтах (терра роса). По запасам твёрдой древесины Бразилия занимает первое место в мире. Густые влажно-экваториальные вечнозелёные леса — гилеи или сельва, с ценными видами деревьев (свыше 4000 видов) занимают западную часть Амазонии; под ними распространены подзолистые латеритные грунты.
На востоке располагаются низменности. На невысоких холмах, которые обрамляют Гвианское и Бразильское плоскогорье, в связи с наличием засушливого сезона, распространены листопадно-вечнозелёные леса, а в грунтах процесс подзоления выражен слабее и непостоянен. Подобные типы грунтов и растительности, но с проявлением высотной поясности, характерны для восточных, наветренных и высоких холмов и массивов Бразильского плоскогорья; их западные склоны одеты преимущественно сезонно влажными лесами. Центральная часть плоскогорья занята саванной (пампа) на красных латеритных грунтах, местами с корою — кангою: наиболее распространены кустарниковые мелкодеревные саванны — кампос серрадос; вдоль рек простираются галерейные леса, в которых растёт особенно ценная восковая пальма карнауба.
На сухом северном востоке плоскогорья — полупустынное редколесье (каатинга) из ксерофитных и суккулентных деревьев и кустарников, на красно-коричневых и красно-бурых грунтах. На равномерно влажном юге снова появляются вечнозелёные лиственные и смешанные леса из хвойной бразильской араукарии с вечнозелёным лиственным подлеском (в том числе из «парагвайского чая» — йерба-мате) на краснозёмных грунтах, которые занимают возвышенные плато до юга от 24° ю. ш.; в низменностях на пористых осадочных породах с красновато-чёрными грунтами распространены бездеревные травянистые саванны — кампос лимпос. В Пантанал значительная площадь под болотами.

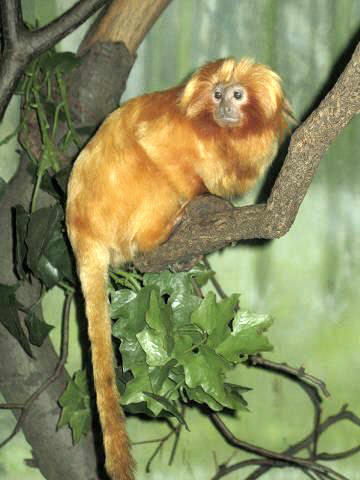
Золотистая игрунка

По данным экологов, в Бразилии с августа 2019 по июль 2020 года было вырублено 11088 квадратных километров лесов.

### Животный мир
Большое разнообразие фауны, наблюдаемое в Бразилии, может быть объяснено значительными размерами страны, а также широкой вариацией типов её экосистем. Данные о разнообразии фауны сильно зависят от источника — как из-за того, что даже таксономисты иногда расходятся во мнениях относительно классификации видов, так и вследствие недостатка сведений, а иногда — ввиду неполной или устаревшей информации. Постоянно выявляются новые виды, тогда как другие продолжают вымирать.
Бразилия имеет наибольшее число видов приматов среди всех стран — около 77, а также наибольшее число видов пресноводных рыб — более 3000. А по числу видов земноводных, птиц и пресмыкающихся она занимает соответственно второе, третье и пятое место. В то же время многие виды находятся под угрозой, особенно обитающие в экосистемах, которые сейчас в значительной мере уничтожены, например таких, как атлантический лес.

## Население

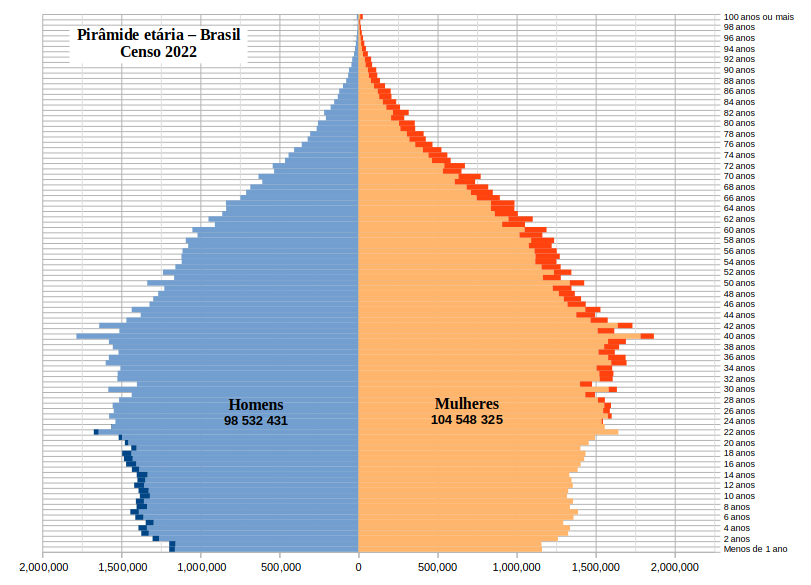
Возрастно-половая пирамида населения Бразилии по данным переписи населения 2022 года

Численность населения — 206 081 432 жителя (1 июля 2016, 5-е место в мире).
Годовой прирост — 0,791 % (фертильность — 2,2 рождения на женщину).

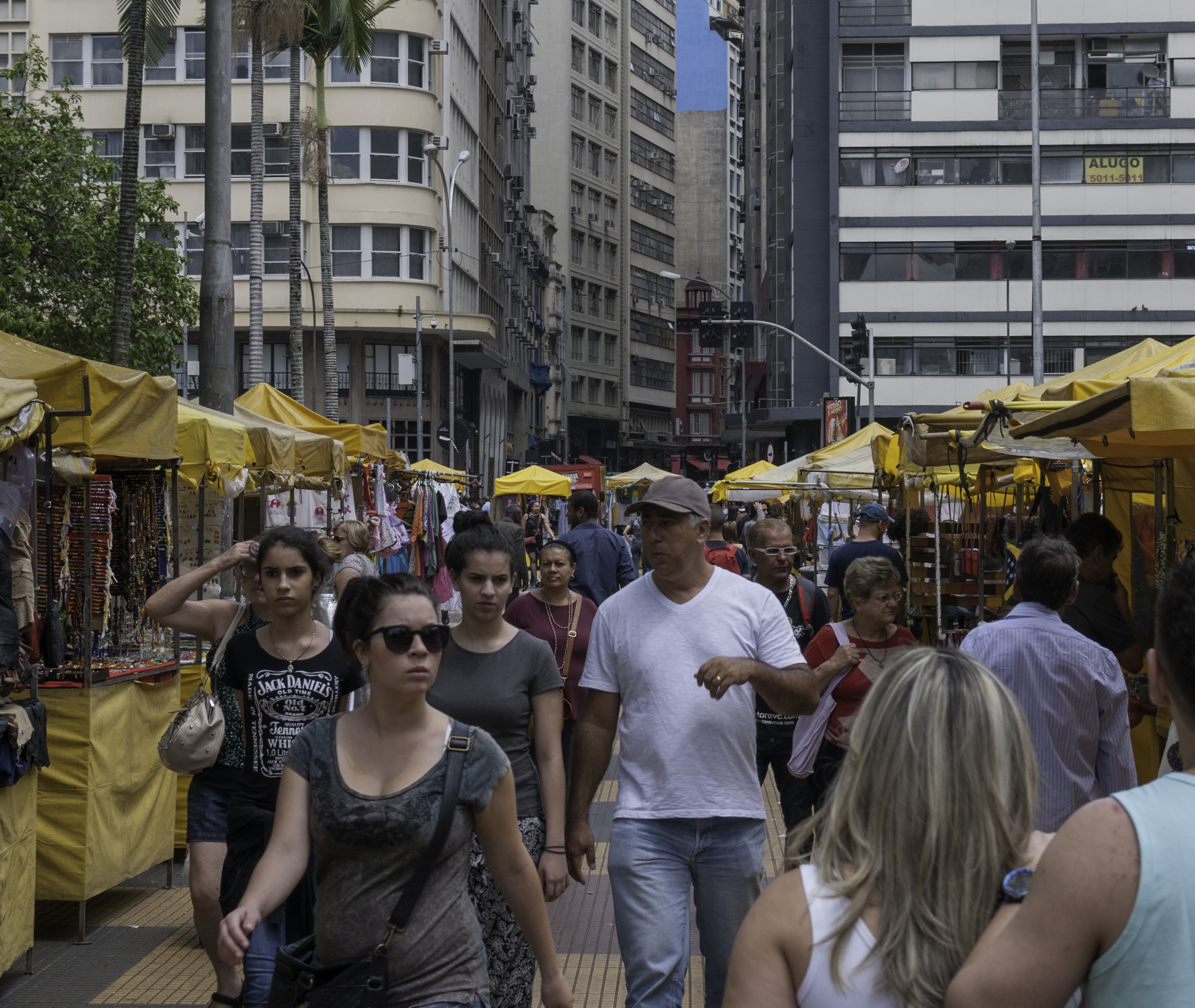
На рынке в Сан-Паулу

Средняя продолжительность жизни — 69 лет у мужчин, 76 лет у женщин.
Расовый состав на 2008 год по данным National Research by Household Sample (PNAD) 48,43 % (92 млн человек) — белые; 43,80 % (83 млн человек) — смешанной расовой принадлежности; 6,84 % (13 млн человек) — негроидной расы; 0,58 % (1,1 млн человек) — азиаты; 0,28 % (536 тыс. человек) — индейцы из коренного населения.

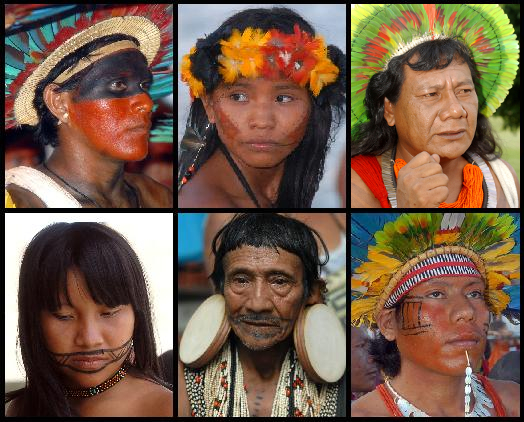
Индейцы Бразилии

Согласно переписи 2010 года, доля белых сократилась с 53,7 % до 47,7 %, а процент бразильцев из смешанных браков вырос с 38,5 % до 43,1 %. Таким образом, белые перестали быть большинством.
В 2003 году в сельском хозяйстве было занято 20 %, в промышленности — 14 %, в секторе услуг — 66 %.
Численность трудоспособных жителей в 2009 году составляла 95,2 млн.
Языки — португальский (официальный и самый распространённый), также используются испанский, французский, немецкий, итальянский, японский, английский и индейские языки.
Грамотность (от 15 лет) — 92,05 % (ЮНЕСКО, 2015).
Заражённость вирусом иммунодефицита (ВИЧ) — 0,44 % (оценка на 2018 год).
Высок уровень урбанизации. Городское население — 84,36 % (IBGE, 2010), то есть 8 из 10 бразильцев живут в городах.
Средняя плотность населения 24,0 чел./км² (2015).

### Населённые пункты
Наиболее населённые муниципалитеты (IBGE, 2018):
1. Сан-Паулу (12 176 866),
2. Рио-де-Жанейро (6 688 927),
3. Бразилиа (2 974 703),
4. Салвадор (2 857 329),
5. Форталеза (2 643 247),
6. Белу-Оризонти (2 501 576),
7. Манаус (2 145 444),
8. Куритиба (1 917 185),
9. Ресифи (1 637 834),
10. Гояния (1 495 705).

### Религия

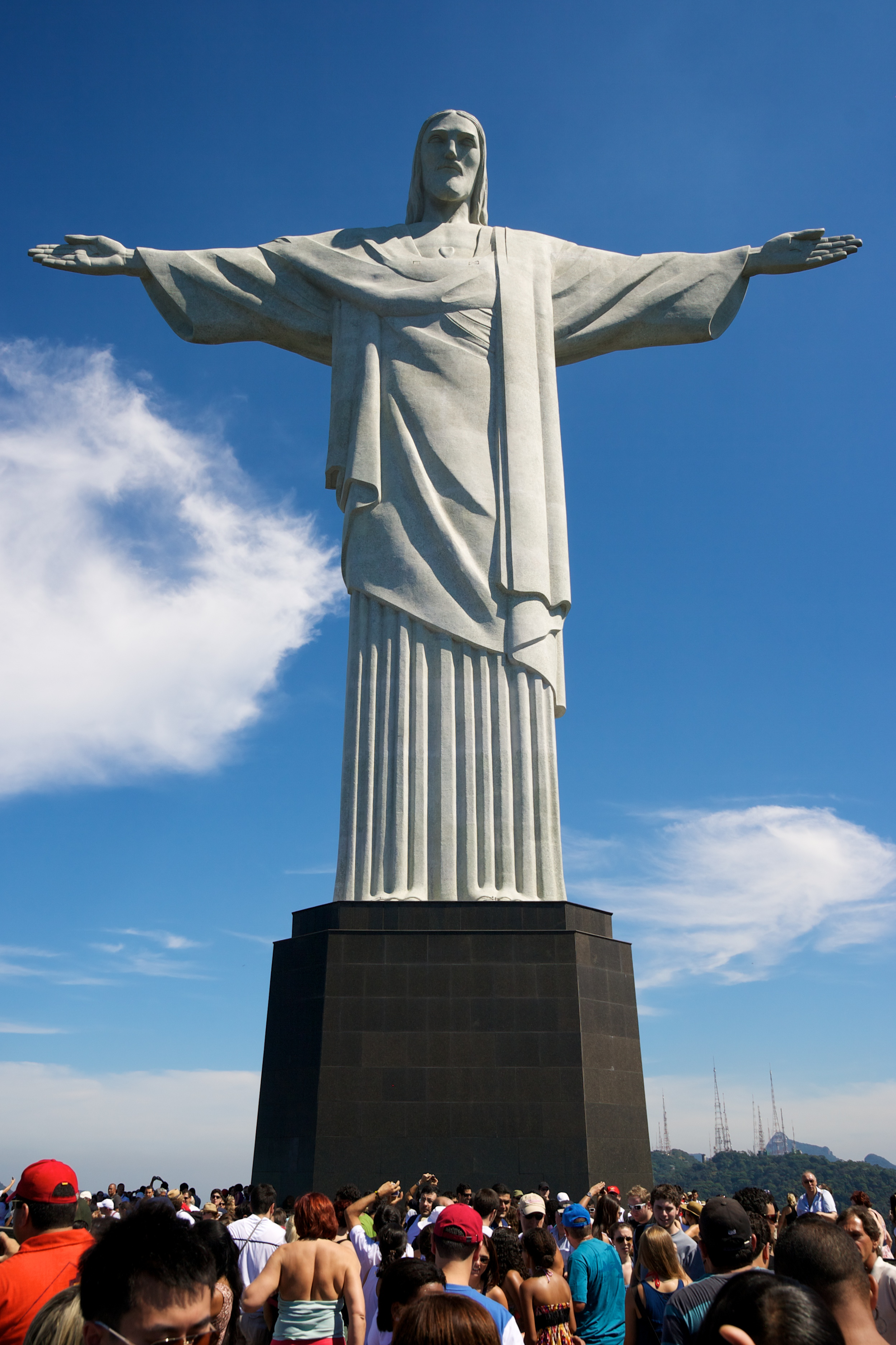
Статуя Христа-Искупителя в городе Рио-де-Жанейро

По данным всеобщей переписи населения в 2010 году, 64,6 % населения государства являются прихожанами Римско-католической церкви, что делает Бразилию крупнейшей католической страной мира. В Бразилии также действует ряд католических церквей, порвавших отношения с Римом; самой крупной из подобных организаций является Бразильская католическая апостольская церковь (561 тыс. верующих). В последние десятилетия в стране возник ряд независимых католических харизматических церквей.
Ещё 22,2 % бразильцев — протестанты (42,3 млн человек). Численность протестантов и их доля в общем населении страны неуклонно растёт: в 1960 году бразильские протестанты составляли 4 % населения страны; в 1991 — 9 %, в 2000 — 15,4 %.
Крупнейшую протестантскую конфессию страны представляют пятидесятники (35 млн человек). Самой крупной пятидесятнической церковью страны являются Бразильские ассамблеи Бога, насчитывающие 21,5 млн прихожан в 116 тыс. церквей. В стране также действуют крупные протестантские общины баптистов (2,784 млн человек), адвентистов седьмого дня (1,2 млн человек), лютеран (951 тыс. человек). Немало в стране и Свидетелей Иеговы (1,393 млн человек). Общая численность православных и верующих восточных церквей составляет 131,6 тыс. человек. Проживают потомки русских старообрядцев.
Рабы, вывезенные из Африки, привезли в Бразилию африканские культы. В течение столетий эти культы переплетались с католицизмом, спиритизмом и местными индейскими верованиями, превращаясь в новые синкретические религии. Самыми известными афро-бразильскими культами являются умбанда и кандомбле.
Среди других религий следует назвать спиритизм (3,8 млн человек), буддизм (244 тыс.), ислам (204 тыс.), иудаизм (125 тыс.), индуизм (11 тыс.).
В ходе переписи 2010 года 15 млн бразильцев (8 % населения) назвали себя нерелигиозными людьми.
Согласно действующей конституции 1988 года Бразилия — светское государство.

## Правительство и политика
По форме правления Бразилия является президентской республикой. Главой государства, главой исполнительной власти и главнокомандующим является президент республики. Президент и вице-президент избираются всеобщим прямым голосованием сроком на 4 года (с правом одного переизбрания). Последние президентские выборы состоялись в октябре 2022 года. Действующий президент — Луис Инасиу Лула да Силва (с 1 января 2023 года).
Высшим законодательным органом является Национальный конгресс, состоящий из двух палат: Федерального Сената (81 место) и Палаты депутатов (513 мест).
Высшая судебная власть представлена Федеральным верховным судом, который отвечает за правильность толкования и применения Конституции Бразилии.

### Независимость
Стремление отстаивать политическую независимость появилось у Бразилии ещё в начале XVIII века, в колониальную эпоху. В то время Португалия была господствующей стороной, а Англия оставалась основным потребителем товаров, производимых в португальской колонии.
В 1808 году Наполеон I начал захватническую войну против Португалии, вследствие чего португальский король Дон Жуан VI со двором переехал в Рио-де-Жанейро.
Пребывание короля в Бразилии позволило ей приблизить независимость. Уже в 1815 году колониальный статус Бразилии был отменён, и она вошла в состав Объединённого Королевства на равных правах с Португалией.

Регент провозглашает независимость Бразилии

В 1821 году король Дон Жуан VI вернулся в Лиссабон, оставив в Рио-де-Жанейро своего наследника, наделив его титулом вице-короля, который 7 сентября 1822 года и провозгласил независимость Бразилии как империи, торжественно короновавшись 1 декабря 1822 года под именем императора Педру I.
Так Бразилия стала империей во главе с Доном Педру I, который при этом продолжал оставаться наследником португальского престола.
В Бразилии 7 сентября официально нерабочий день. Бразильцы особенно уважительно относятся к данному празднику. В столице Бразилиа обычно проходит праздничный парад, на котором присутствует правительство страны во главе с президентом.

### Конституция
За всю историю Бразилии в стране действовало семь конституций. Действующая Конституция Бразилии принята 5 октября 1988 года. В работе над ней приняла участие специально созванная Конституционная ассамблея, а также значительная часть населения страны.
Конституция Бразилии включает в себя 250 статей, преамбулу и переходные положения. По состоянию на май 2011 года в неё внесено 67 поправок.
Бразилия — это федеративная республика, административно разделённая на 26 штатов и Федеральный округ. Правительство штатов имеет схожую с федеральным правительством структуру и пользуется всеми полномочиями (закреплёнными в их собственных Конституциях), за исключением тех, которые относятся к компетенции федерального правительства или входят в функции Муниципальных советов. Главой исполнительной власти штатов является губернатор, избираемый прямым голосованием на срок 4 года. Законодательная ассамблея и судебная власть штатов выстраиваются по федеральной схеме. Юрисдикция последней чётко определена с тем, чтобы избежать возникновения конфликтов с федеральными судами. Главой исполнительной власти муниципалитетов является префект, также избираемый прямым голосованием на четыре года. На законодательном уровне интересы населения муниципалитетов представляют Палаты депутатов. Помимо этого существует более 4400 Муниципальных советов, пользующихся автономией в решении местных вопросов.
Муниципальные советы действуют в рамках, установленных Основным законом о муниципалитетах.
Институт федерального вмешательства, который распространён в законодательстве большинства федераций мира, в Бразилии расписан весьма подробно: «Республика не может вмешиваться в дела Штатов или Федерального округа за исключением случаев:
1. Сохранения целостности государства;
2. Иностранной интервенции или интервенции одного субъекта Федерации в другой;
3. Серьёзного нарушения общественного порядка;
4. Обеспечения свободной деятельности ветвей власти в субъектах Федерации;
5. Реорганизации финансов субъекта Федерации, который:
  - прекратил платежи консолидированного долга за более чем два последовательных года, за исключением случаев форс мажорных обстоятельств…;
6. Обеспечения действия федерального закона, судебного ордера или судебного решения;
7. Обеспечения следующих конституционных принципов:
  - республиканской формы правления, представительной системы и демократического порядка;
  - прав человека;
  - муниципальной автономии;
  - отчётность правительства.»

### Состав парламента
Двухпалатный Национальный конгресс состоит из Федерального Сената (81 место: по 3 члена от каждого штата и округа) и Палаты депутатов (513 мест), которые избираются на 4-летний срок.

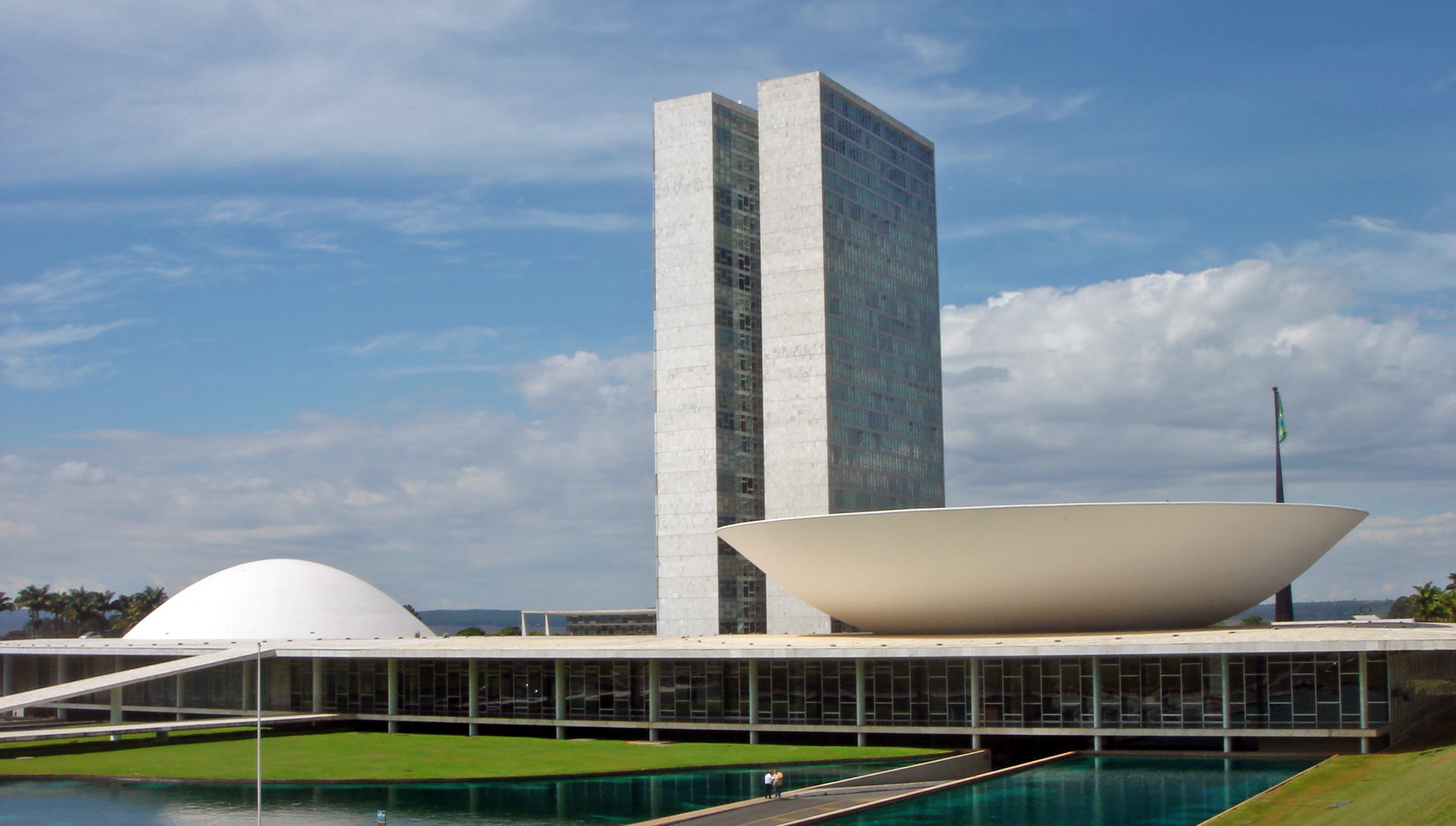
Дворец Национального конгресса

2 октября 2022 года состоялись очередные парламентские выборы.
Партийные фракции в Палате депутатов:
- Либеральная партия — 99 депутатов,
- Бразилия надежды — 81,
- Бразильский союз — 59,
- Прогрессистская партия Бразилии — 47,
- Социал-демократическая партия — 42,
- Бразильское демократическое движение — 42,
- Бразильская республиканская партия — 40,
- Всегда вперёд — 18,
- Федерация PSOL REDE — 14,
- Социалистическая партия Бразилии — 14,
- Демократическая рабочая партия — 17,
- Podemos — 12,
- Avante — 7,
- Социал-христианская партия — 6,
- Солидарность — 4.

В палате депутатов представлены ещё несколько партий.
Председатель Палаты депутатов с 2021 года — Артур Лира, от Прогрессистской партии. Председатель Федерального Сената — Родригу Пашеку (с февраля 2021).

### Внешняя политика

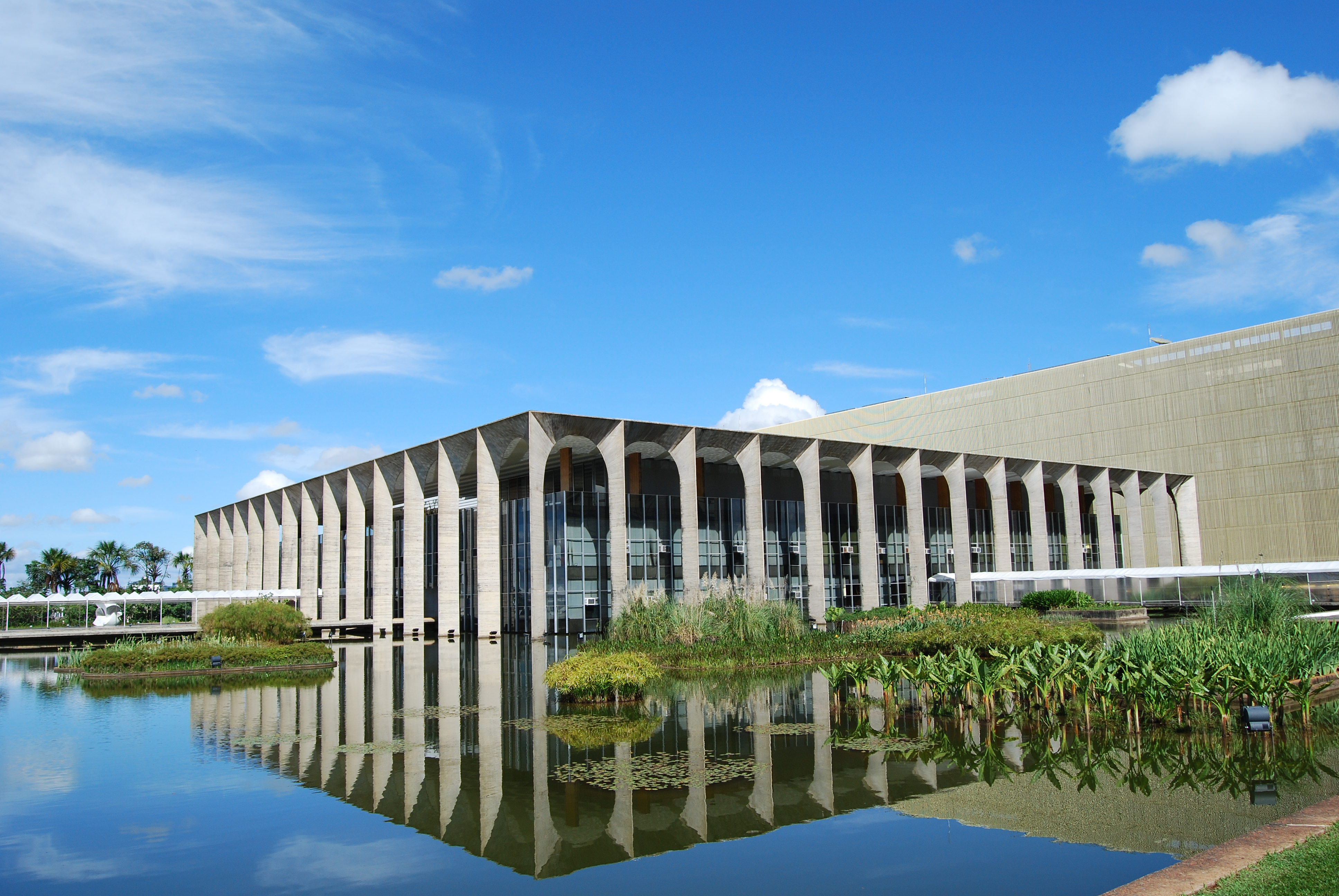
Дворец Итамарати является местом работы Министерства внешних связей

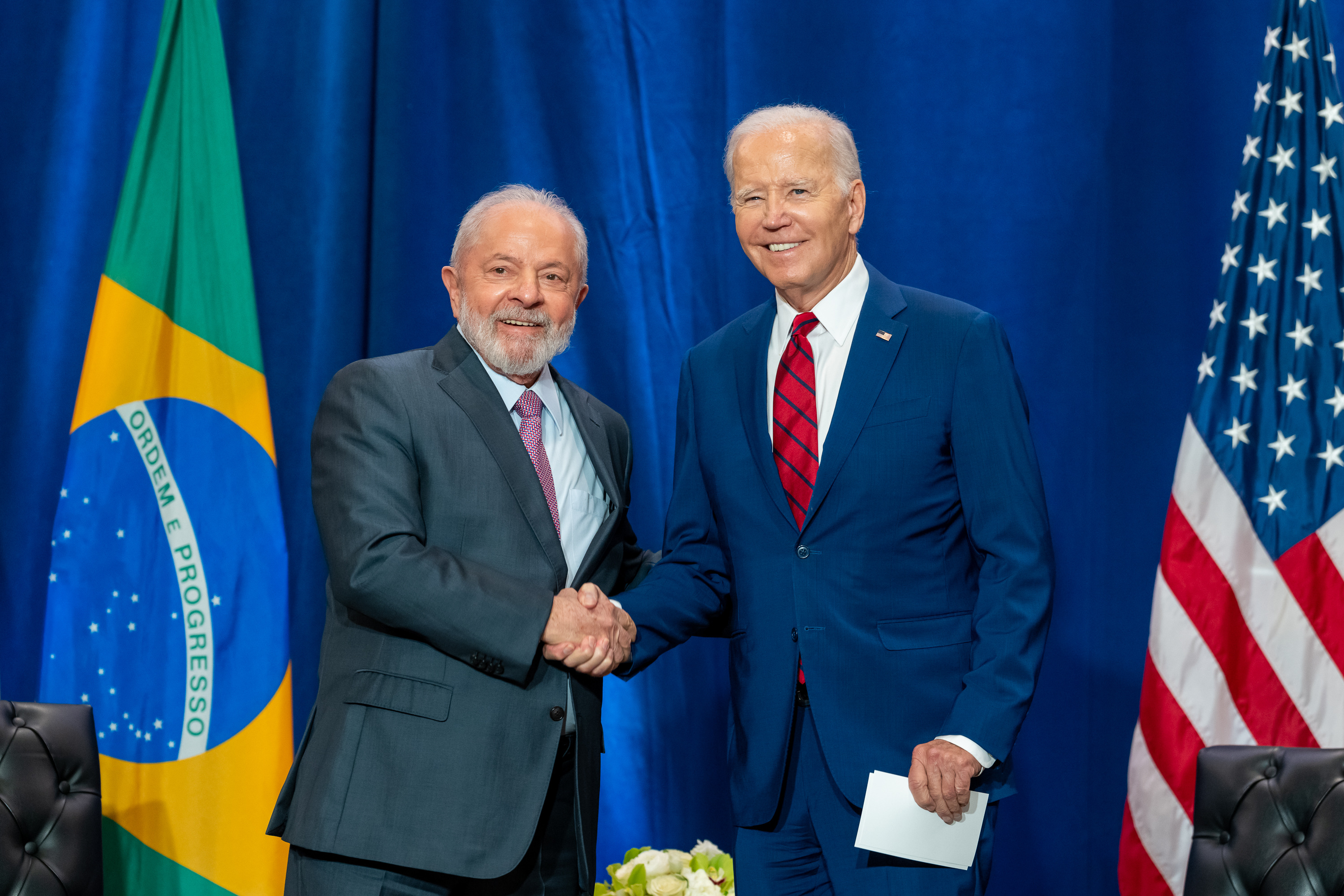
Лула да Силва и Джо Байден, 20 сентября 2023 года

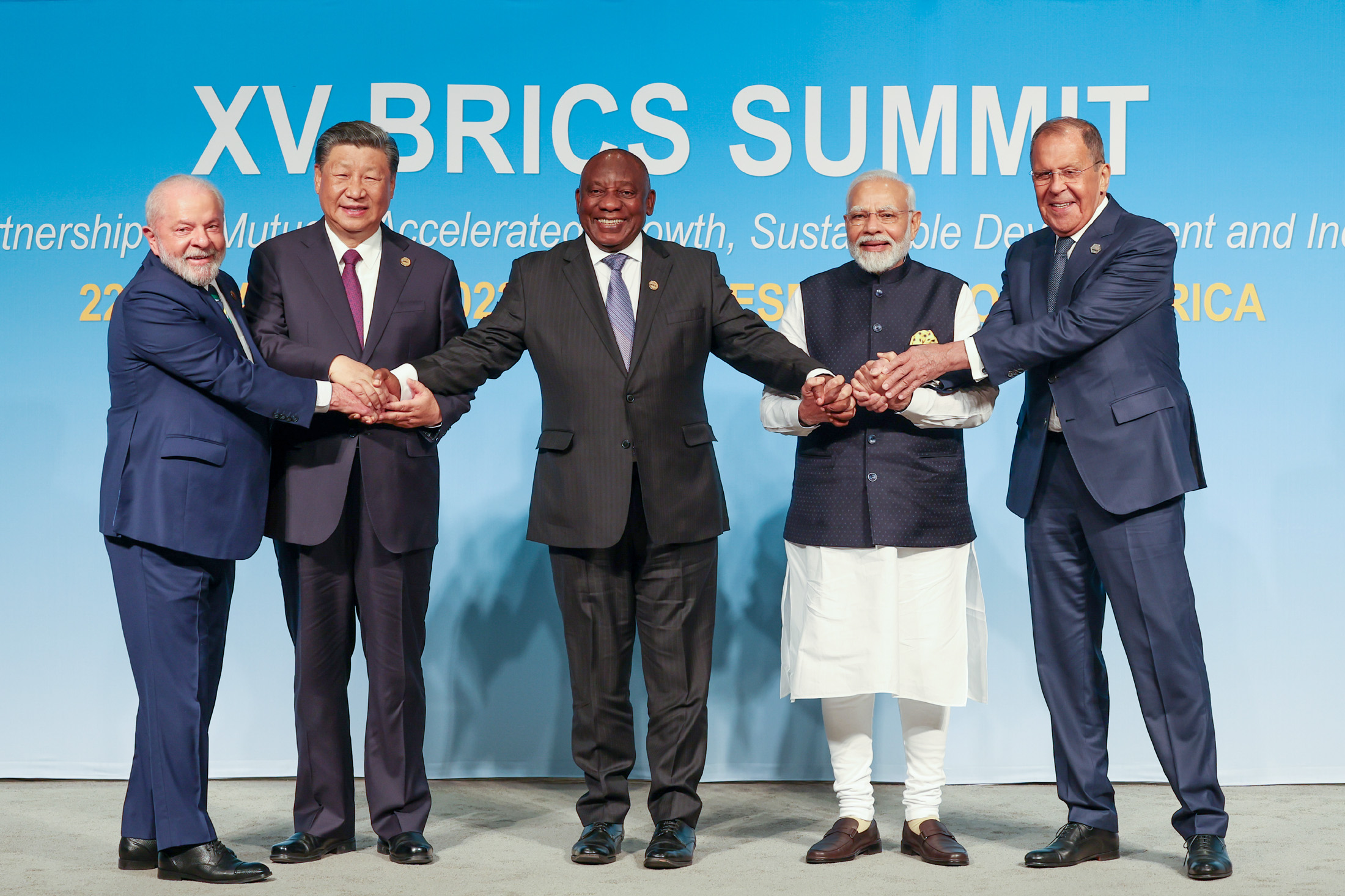
XV саммит БРИКС, 23 августа 2023 года

Традиционно, Бразилия была лидером в латиноамериканском обществе и играла важную роль в системе коллективной безопасности и экономической кооперации Западного полушария. Сейчас она является членом Межамериканского договора о взаимной помощи и членом Организации американских государств. Недавно Бразилия стала предоставлять высокий приоритет отношениям со своими южноамериканскими соседями и вошла в состав Амазонского пакта, Латиноамериканской ассоциации интеграции и МЕРКОСУР. Вместе с Аргентиной, Чили и США, Бразилия — один из гарантов перуано-эквадорского мирного процесса. Она посылала солдат в составе войск ООН для сохранения мира в Бельгийское Конго, Кипр, Мозамбик, Анголу, Восточный Тимор и Гаити. В 2004—2005 годах Бразилия входила в состав Совета Безопасности ООН в девятый раз.
Открытые вопросы бразильской внешней политики включают несколько неурегулированных участков границы с Уругваем, непризнанные бразильские зоны интересов в Антарктике, перекрывающихся с британской и аргентинской зонами, попытки расширить морскую экономическую зону вдоль бразильских берегов, и попытки вместе с Германией, Японией и Индией стать постоянными членами Совета Безопасности ООН.
Бразилия является членом ООН, ВТО, группы БРИКС, Большой двадцатки, Организации американских государств, МЕРКОСУР, Содружества португалоязычных стран. Она состояла в Союзе южноамериканских наций.

### Вооружённые силы
Воинская обязанность в Бразилии существует; есть возможность выбора, служить или нет. Призывной возраст — 18 лет. Срок службы — 12 месяцев. Вместо службы необходимо пройти тест на знание медицинской помощи. Продолжительность службы по контракту — 17 лет.
Годных к строевой службе мужчин в возрасте 19—49 лет — 33 млн 119 тыс. человек в 2005 году.
Расходы на оборону в 2004 году составляли 1,1 % ВВП. 15 февраля 2011 года министр обороны страны Нелсон Жобим сообщил, что расходы на военный сектор в 2011 году могут быть сокращены на 2,45 миллиарда долларов. По его словам, военный бюджет Бразилии на 2011 год составляет 15 миллиардов реалов (8,9 миллиарда долларов), из которых до 11 миллиардов (6,6 миллиарда долларов) можно отнести к так называемым «необязательным затратам». За их счёт и будет сокращаться бюджет военного ведомства.

### Правопорядок
Полиция в Бразилии подчинена штатам и делится в основном на военную (порт. polícia militar) и гражданскую (порт. polícia civil) полицию. Военная полиция занимается оперативной работой по поддержанию правопорядка, гражданская занимается следствием. Также имеются виды полиции федерального подчинения — Федеральная полиция, Федеральная дорожная полиция, Федеральная железнодорожная полиция и другие.
В ряде мест существуют сепаратистские настроения. В имеющем этнокультурную специфику Южном регионе имели место попытки провозглашения Республики Гаучо Пампа (República Federativa do Gaucho Pampas) в штате Риу-Гранди-ду-Сул (исторически уже бывшем самопровозглашённой республикой) и Движением «Юг — это моя страна» Федеративной Республики Пампа (República Federativa do Pampas) во всём регионе. В экономически наиболее развитом штате Сан-Паулу такую идею выдвигают Движение Республика Сан-Паулу и Движение за независимость Сан-Паулу.
11—16 мая 2006 года — волна насилия в индустриальном городе Сан-Паулу. Стычки криминальных группировок и полиции привели к гибели 150 человек, включая 40 полицейских. Мятежники (Первая столичная команда) поджигали автобусы, атаковали банки и полицейские участки, устраивали перестрелки на станциях метро.
В 2015 году состоялась серия акций протестов против правительства.

## Административное деление
Бразилия разделяется на 26 штатов и 1 федеральный (столичный) округ.
1. Акри
2. Алагоас
3. Амазонас
4. Амапа
5. Баия
6. Гояс
7. Мараньян
8. Мату-Гросу
9. Мату-Гросу-ду-Сул
10. Минас-Жерайс
11. Пара
12. Параиба
13. Парана
14. Пернамбуку
15. Пиауи
16. Рио-де-Жанейро
17. Риу-Гранди-ду-Норти
18. Риу-Гранди-ду-Сул
19. Рондония
20. Рорайма
21. Санта-Катарина
22. Сан-Паулу
23. Сеара
24. Сержипи
25. Токантинс
26. Эспириту-Санту

Кроме этого, существует более крупное деление страны — на регионы.
1. Северный регион
2. Северо-восточный регион
3. Центрально-западный регион
4. Юго-восточный регион
5. Южный регион

Бразилия организована по федеральной модели, штаты Бразилии имеют значительную автономию правительства, законотворческой деятельности, общественной безопасности и налогообложения. Правительство штата или федерального округа возглавляет губернатор, избранный прямым голосованием; каждый штат имеет своё законодательное собрание (порт. Assembleia legislativa), законодательный орган столичного округа — Законодательная Палата (порт. Câmara Legislativa).
Каждый штат делится на муниципалитеты, каждый со своим собственным законодательным советом и мэром, автономные и иерархически независимые ни от федерального правительства, ни от правительства штата. Многие муниципалитеты в свою очередь делятся на округа, которые не имеют политической или административной автономии. Группа нескольких муниципалитетов имеет название муниципального района — комарка.
В 1986 году Бразилия объявила о своей «зоне интересов в Антарктике».

## Экономика

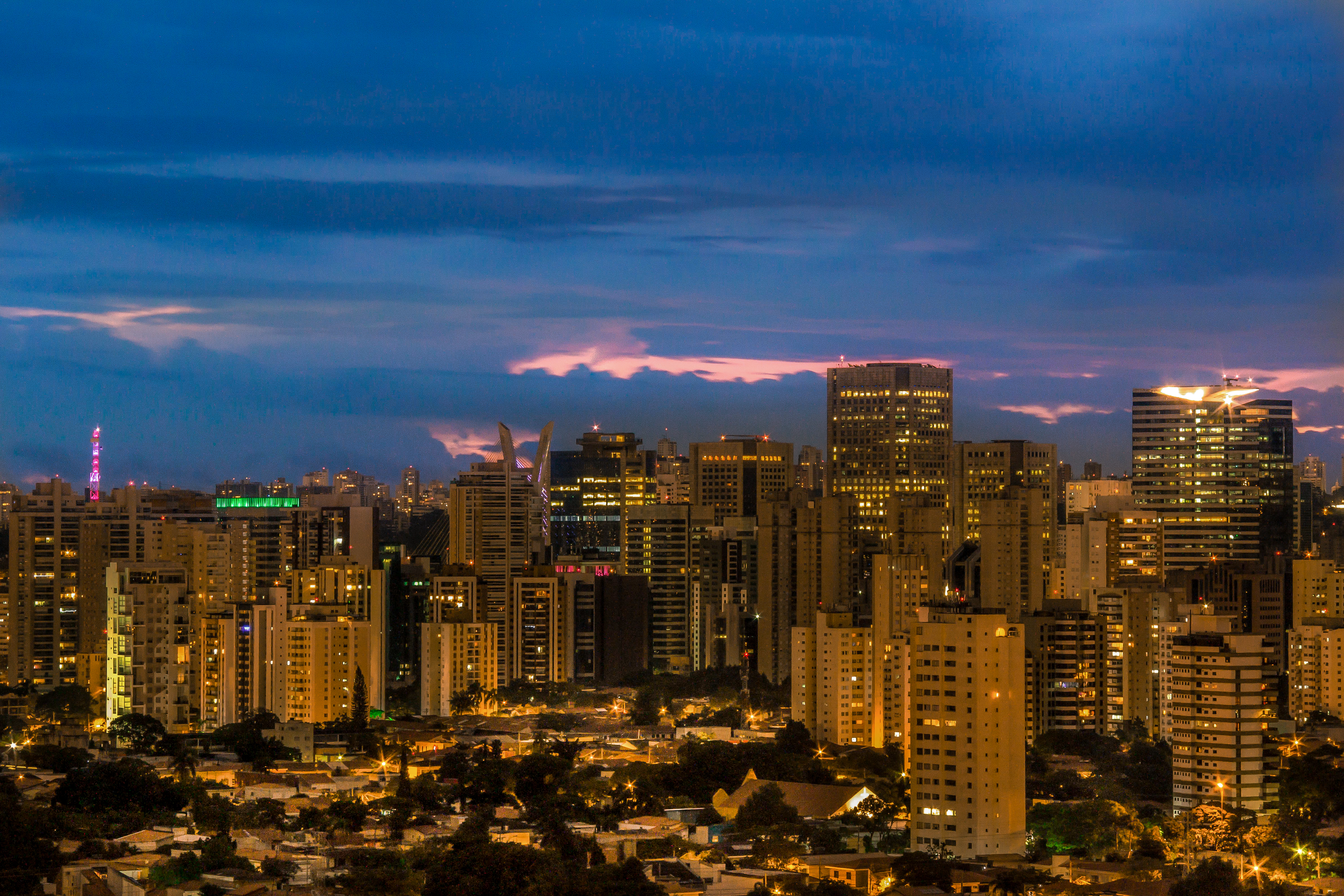
Сан-Паулу ночью

Бразилия — быстроразвивающееся индустриально-аграрное государство. Благодаря высокому уровню развития сельского хозяйства, добывающей и производственной промышленности и сектора услуг, а также большому числу трудоспособного населения, по уровню ВВП Бразилия значительно обгоняет любую другую страну Латинской Америки, являясь основной экономикой в Меркосур. Сейчас страна расширяет своё присутствие на мировых рынках. Главные экспортные изделия включают авиационную технику, кофе, транспортные средства, сою, железную руду, апельсиновый сок, сталь, ткани, обувь, электроаппаратуру и сахар.
Экономика Бразилии очень разнообразна со значительными вариациями между регионами. Наиболее развитая промышленность сконцентрирована на юге и юго-востоке страны. Северо-восток — беднейший регион Бразилии, но сейчас и он начинает привлекать новые инвестиции.

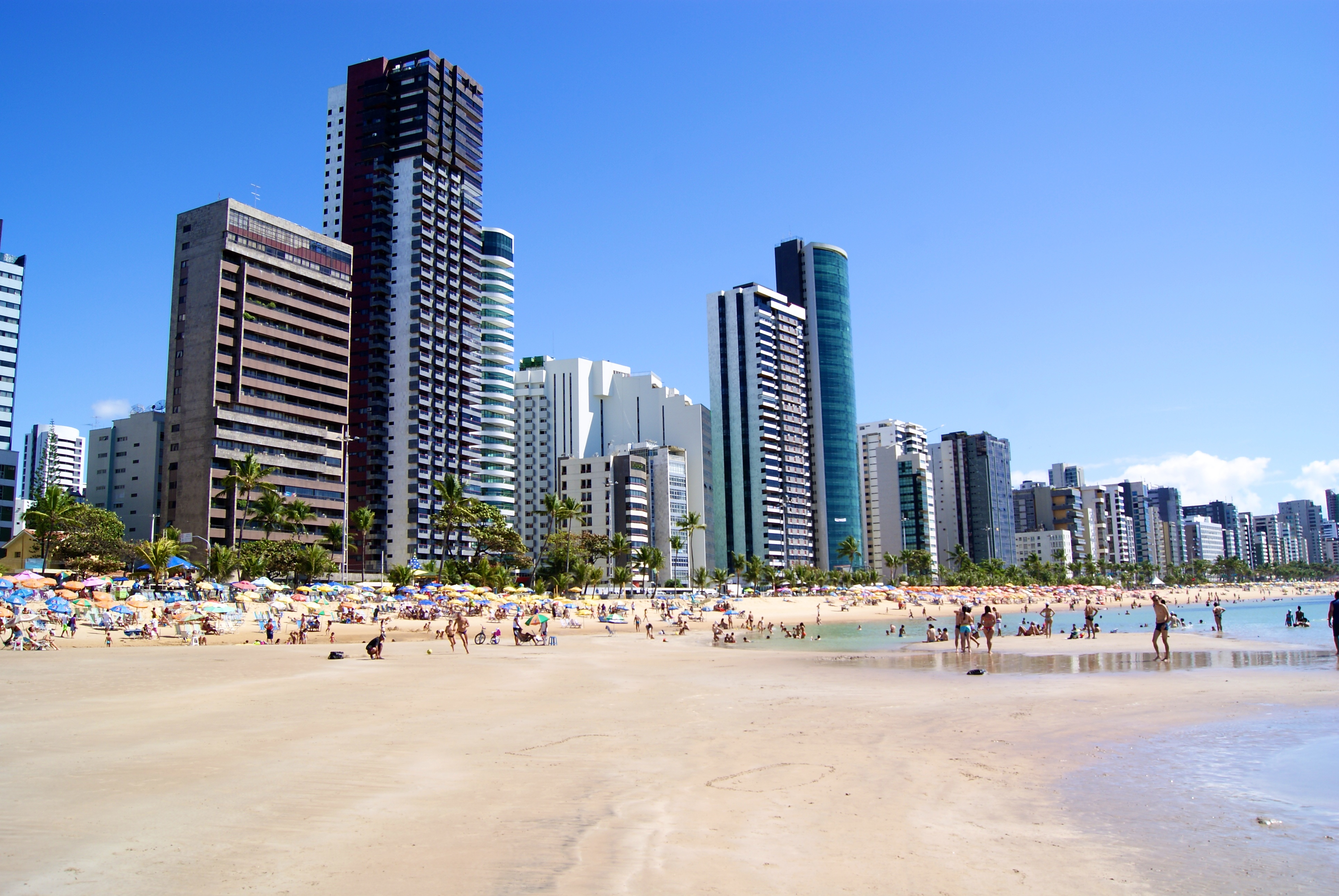
Пляж города Ресифи (штат Пернамбуку)

Бразилия имеет наиболее развитый промышленный сектор в Латинской Америке, который составляет треть ВВП. Бразилия производит разнообразную продукцию, от автомобилей, стали и нефтепродуктов до компьютеров, самолётов и потребительских товаров. После повышения экономической стабильности, обеспеченной Plano Real, бразильские и многонациональные бизнес-структуры активно инвестируют в новое оборудование и технологии, большая часть которых закупается на североамериканских предприятиях. Бразилия также имеет развитый и разнообразный сектор услуг. В начале 1990-х годов банковский сектор достиг 16 % ВВП. Хотя бразильская банковская система сейчас активно реформируется, она обеспечивает местные предприятия широким рядом услуг и привлекает многочисленных новых участников, в частности финансовые фирмы из США. Фондовые биржи Сан-Паулу и Рио-де-Жанейро сейчас подвергаются значительной консолидации.
Бразильские города значительно отличаются друг от друга по лёгкости ведения бизнеса (согласно сообщениям Мирового банка: Ведение бизнеса в Бразилии). В Бразилии довольно легко регистрировать имущество и предприятия, но в целом, несмотря на идентичные правила по всей Бразилии, передача имущества занимает много времени. Хотя бразильская экономика достаточно развита, распространённые проблемы коррупции, бедности и неграмотности всё ещё являются значительными барьерами развития.
Embraer, Marcopolo.

### Современное состояние
После десятилетий значительной инфляции и нескольких попыток взять её под контроль, в июле 1994 года, во время президентства Итамара Франку, правительство Бразилии начало́ программу экономической стабилизации, План-реал, названный в честь введённой новой валюты, реала. Темпы инфляции, которые достигли уровня примерно 5000 % в год в 1993 году, быстро упали, достигнув уровня в 2,5 % в 1998 году. В 1999 году страну охватил финансовый кризис.
Принятие Закона о финансовой ответственности в 2001 году улучшило финансовую дисциплину местных и федеральных администраций, частично за счёт инвестиций в инфраструктуру и совершенствование социальных услуг.
В течение президентства Фернанду Энрики Кардозу (1995—2002) правительство приложило значительные усилия для переведения преимущественно государственной экономики на преимущественно рыночную. Конгресс одобрил несколько законов, которые в большей мере открыли экономику для участия частного сектора и увеличили её привлекательность для иностранных инвесторов. В конце 2003 года программа приватизации, которая включала продажу сталелитейных и энергетических предприятий и компаний телесвязи, дала прибыль на более чем 90 млрд долл. США.
В январе 1999 года бразильский Центральный банк объявил, что реал больше не будет привязан к доллару США, что привело к некоторой девальвации бразильской валюты. Рост экономики составил 4,4 % в 2000 году и 1,3 % в 2001 году. В 2002 году слухи, что кандидат в президенты Луис Инасиу Лула да Силва, в случае победы, провозгласит дефолт по государственному долгу, привели к замедлению роста экономики. Однако, будучи избранным, Лула продолжил экономическую политику своего предшественника. Он осуществлял строгий подход к экономике, сумел сдержать инфляцию, находя деньги не только для выплат по бразильским долговым обязательствам, но даже и для досрочной уплаты долга перед МВФ. В результате в год избрания Лулы (2003) ВВП вырос на 0,5 %, но уже в 2004 — на 5,2 %, и в 2005 — на 2,3 %, хотя следует учесть, что этому помог также рост мировой экономики в этот период.
ВВП страны в 2011 году составил 2453 млрд $ (11,8 тыс. $ на душу населения). Рост ВВП Бразилии за 2011 год составил 2,7 %.
Процентный состав ВВП (2011 год):
- сельское хозяйство — 5,5 %,
- промышленность — 27,5 %,
- услуги — 67,0 %.

В 2015 году в экономике Бразилии начались проблемы. Экономика страны оказалась в центре давления трёх факторов: кризис кредитования развивающихся рынков, проблемы в Китае и изменение денежно-кредитной политики США. ВВП Бразилии по итогам 2015 года упал на 3,8 %.
С 1 апреля 2015 года зарплата менее 1903,98 R$ в месяц не облагается подоходным налогом. С 1 января 2020 года минимальный размер оплаты труда в Бразилии составляет 1039 R$ реалов (256,09 $). С 1 января 2022 года минимальный размер оплаты труда в Бразилии составляет 1212 R$ реалов (217,52 $).
В 2016 году инфляция равнялась 6,29 %, а в 2018 году — 3,75 %.

### Проблемы
Экономика всё ещё имеет серьёзные проблемы, поэтому реформы пока необходимы. Среди проблем можно назвать недостаточно развитую инфраструктуру, значительную концентрацию прибыли, недостаточное качество общественных услуг, коррупцию, социальные конфликты и правительственную бюрократию. Эти проблемы достаточно сложны в Бразилии по сравнению с другими странами.
Внутренний государственный долг достиг рекордного значения на фоне растущих государственных расходов. Налоги уже представляют значительную часть национального дохода и являются серьёзным бременем для всех социальных классов, уменьшая возможности для инвестиций. Кроме того, тяжело вести и развивать бизнес из-за высоких цен на лицензирование и бюрократического процесса регистрации предприятий.
Текущий рост экономики ниже большинства латиноамериканских стран, а также Китая и Индии. Бразилия опустилась на 11 позиций в индексе конкурентоспособности Всемирного экономического форума с 2003 по 2005 годы.
В 2008 году 25,9 % населения Бразилии проживало за чертой бедности. Согласно данным, полученным учёными бразильского фонда изучения общественного мнения и социальных исследований имени Жетулиу Варгаса, с 1994 года по 2010 год уровень бедности в стране упал на 67,3 %, причём 50 % от этого падения пришлись на последние 8 лет; социальное неравенство в Бразилии, таким образом, достигло минимального показателя за последние полвека.
Внешний долг равнялся 286,6 млрд $ в 2010 году.
Уровень безработицы на 2016 год составлял 11,3 %, страна заняла 150 место в списке стран с наилучшим трудоустройством.

### Сельское хозяйство
Бразилия — крупнейший производитель сахара в мире, а также самый крупный производитель по выращиванию апельсинов (по состоянию на 2005 год). Также страна является крупнейшим экспортёром сои — в 2012—2013 годах при урожае в 82 млн тонн на внешний рынок отправлено 43 млн тонн. Значительная часть (более 90 % в 2013 году) бразильской сои является генно-модифицированной. Важнейшими покупателями бразильской сои являются США, Китай и Индонезия. Бразилия входила в десятку крупнейших экспортёров пшеницы — в 2011 году и в 2012 году на внешний рынок поставлено 2,35 млн тонн и 2,32 млн тонн соответственно, но потом экспорт пшеницы начал снижаться.
| Продукция         | 2005    | 2010    | 2014    |
| ----------------- | ------- | ------- | ------- |
| Сахарный тростник | 422 957 | 717 464 | 737 156 |
| Соя               | 51 182  | 68 756  | 86 761  |
| Кукуруза          | 35 113  | 55 364  | 79 878  |
| Маниок            | 25 872  | 24 967  | 23 242  |
| Молоко            | 25 529  | 30 864  | 34 408* |
| Мясо              | 19 669  | 23 630  | 26 011* |
| Апельсины         | 17 853  | 18 503  | 17 550* |
| Рис               | 13 193  | 11 236  | 12 176  |
| Бананы            | 6 703   | 6 969   | 6 893*  |
| Пшеница           | 4 659   | 6 171   | 6 262   |
| Кофе              | 2 140   | 2 907   | 2 965*  |

/*данные за 2013 год
Бразилия выращивает примерно 35 % от общемирового урожая кофе.

### Промышленность
Рост промышленного производства составил 0,1 % в 2009 году.
В 2000—2010 годы производство автомобилей в стране возросло с 1,7 млн шт. до 3,6 млн шт. в год.
В 2010 году Бразилия произвела 246 самолётов, а доходы от экспорта авиатехники составили 4 млрд долларов США.

#### Энергетика
По количеству потребляемой энергии Бразилия занимает десятое место в мире (и первое — в Латинской Америке).
Основная особенность бразильского энергетического сектора состоит в том, что большая часть энергии в стране производится из возобновляемых источников. Страна — крупнейший производитель этанола, топлива из сахарного тростника; благодаря этому Бразилию иногда называют биоэнергетической сверхдержавой. Из невозобновляемых источников основными источниками энергии служат нефть и природный газ.
В связи с ростом мировых цен на нефть уже в начале 2004 года экономически оправданным стало производство и экспорт этанола, изготавливаемого из сахарного тростника. В 2005 финансовом году в стране было выработано 16,6 млрд литров этанола, что является историческим максимумом, а его относительная доля в топливном балансе Бразилии возросла до 20 %. Объём экспорта составил 2 млрд литров, в стоимостном выражении — около 600 млн долларов.
Производство электроэнергии составило 439 млрд кВт·ч в 2007 году. Потребление электроэнергии составило 404 млрд кВт·ч.
Импорт составляет 42 млрд кВт·ч (в основном электроэнергия, вырабатываемая совместно с Парагваем на гидростанции Итайпу).
90 % электроэнергии Бразилия вырабатывает на гидроэлектростанциях. Гидроресурсы расположены неравномерно — более 70 % их сосредоточено на севере страны и только 12 % — на юго-востоке.
Бразилия может производить до 600 млрд кВт·ч электроэнергии в год.

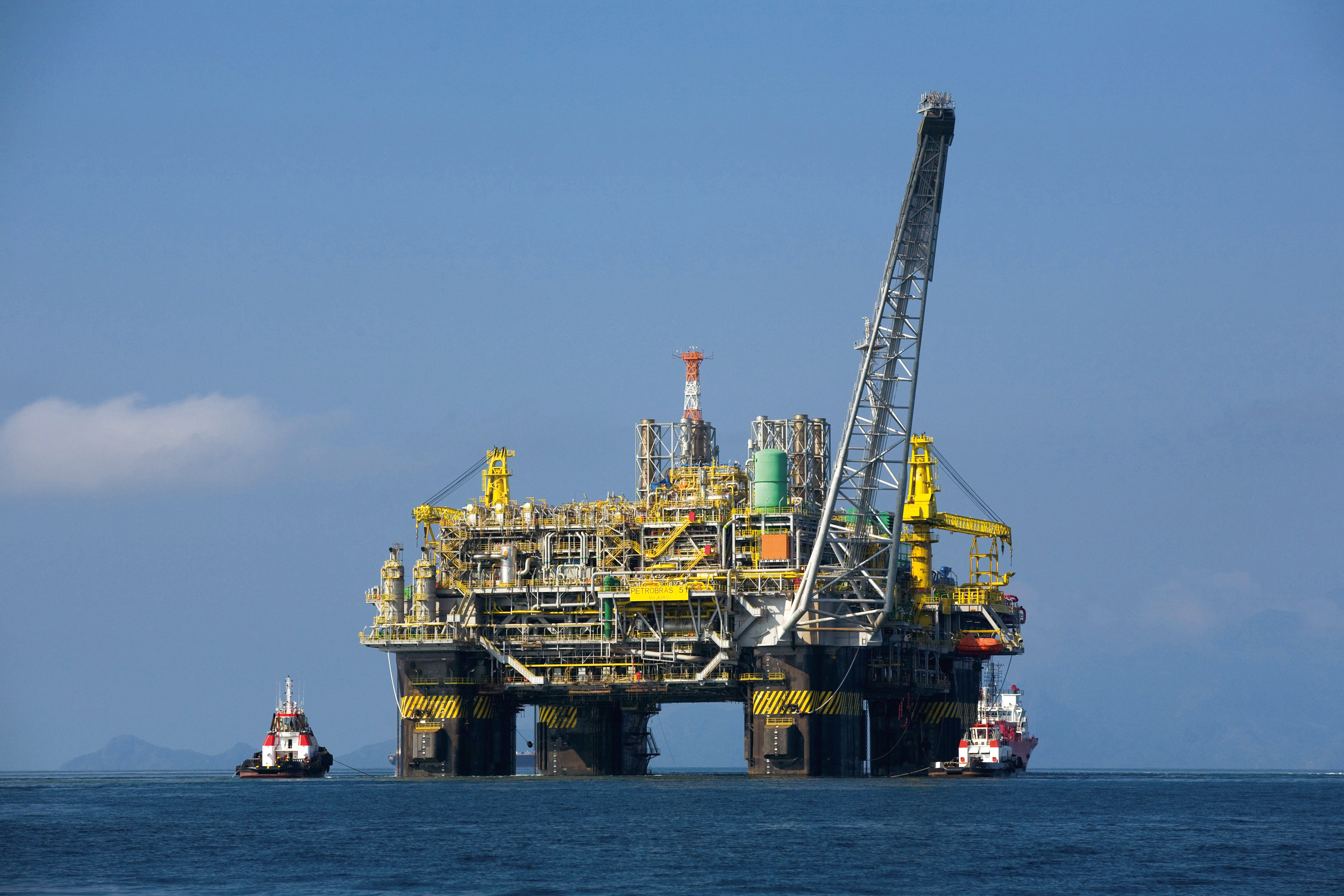
Платформа нефтегазовой Petrobras

Из-за трагических событий на АЭС «Фукусима» в Японии в марте 2011 года в Бразилии поднялось движение против атомной энергетики (так, 27 марта 2011 года в Рио-де-Жанейро состоялась манифестация против её использования). Сейчас Бразилия получает 4 % энергии от мирного атома. На единственной АЭС страны — «Ангре» — расположено два реактора, строится третий реактор; ещё семь реакторов планировалось построить и ввести в эксплуатацию к 2025 году.

#### Полезные ископаемые
В 2008 году добывалось 2,42 млн баррелей нефти в день. Потребление нефти в 2008 году составило 2,52 млн баррелей в день.
12,6 млрд м³ природного газа было добыто в 2008 году. Потребление природного газа 23,7 млрд м³. Импорт газа составил 11 млрд м³.
В государстве одни из самых больших запасов урана в мире.

### Торговля
Экспорт в 2008 году: США — 14,6 %, Китай — 11,5 %, Аргентина — 8,6 %, Нидерланды — 4,9 %, Германия — 4,5 %.
159 млрд $ в 2009 году — транспортные средства, железная руда, соевые бобы, обувь, кофе, автомобили. Основные покупатели (2010 год) — Китай (16 %), США (10 %), Аргентина (9 %).
Импорт в 2008 году: США — 14,9 %, Китай — 11,6 %, Аргентина — 7,9 %, Германия — 7 %.
Также имеются торговые связи с Индией (товарооборот в 2012 году — 7 млрд $).
136,7 млрд $ в 2009 году — машины и оборудование, химпродукты, нефть, комплектующие к автомобилям, электроника.

### Валюты
Валютами Бразилии последовательно были бразильский рейс, бразильский крузейро, новый крузейро, крузадо, крузейро реал, бразильский реал. Замена одной валюты на другую в основном производилась с одновременной деноминацией из-за высокой инфляции.

## Инфраструктура

### Транспорт

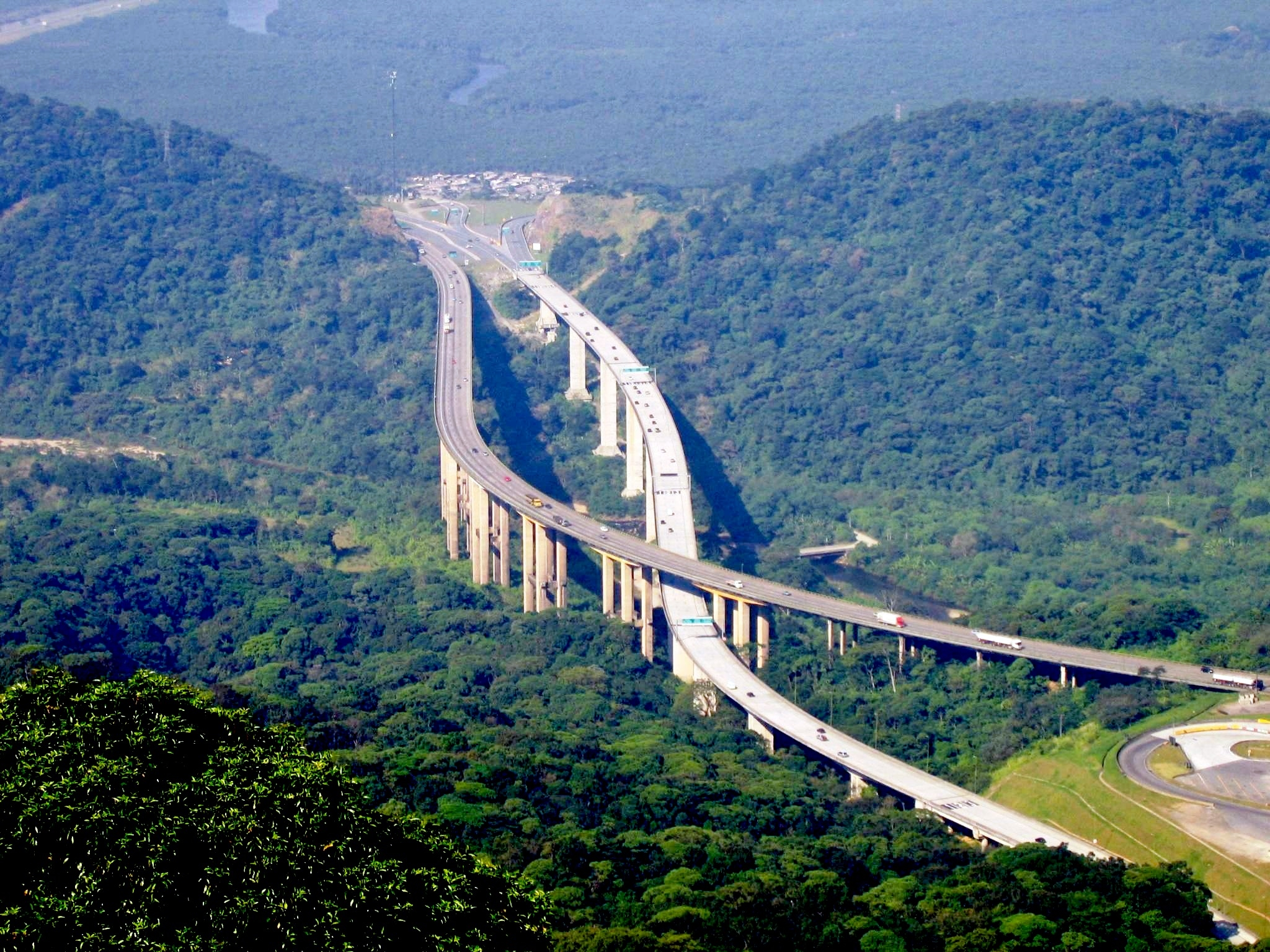
«Шоссе Иммигрантов» в горах

Основными транспортными путями внутри страны являются автодороги. Система автодорог достаточно развитая и сложная. Однако в некоторых районах во время тропических ливней автодороги становятся труднопроходимыми и опасными. Протяжённость автомобильных дорог в Бразилии такова:
- общая — 1 724 929 км,
- с твёрдым покрытием — 94 871 км,
- без твёрдого покрытия — 1 630 058 км.

Железные дороги в Бразилии вообще устарели и используются почти исключительно для перевозки грузов. Существует лишь несколько действующих пассажирских железных дорог, самая длинная — между городами Белу-Оризонти и Витория. Протяжённость железных дорог составляет 29,4 тысяч км, из них электрифицировано около 1,6 тысяч км (2004).
Морской транспорт традиционно был очень важным в Бразилии, хотя в настоящее время также используется почти исключительно для перевозок грузов. Почти все крупные города вдоль бразильского побережья также являются важными торговыми портами. Также важный речной транспорт, особенно в Амазонии, где он является основным транспортным средством. Всего Бразилия имеет около 50 тыс. км водных путей.
Авиационный транспорт сейчас быстро развивается. Лидерами перевозок в Бразилии являются компании Vasp и Transbrasil. В Бразилии действует 4136 аэропортов (2004 год), однако почти все международные рейсы идут до международных аэропортов Сан-Паулу/Гуарульюс в Сан-Паулу или Рио-де-Жанейро/Галеан в Рио-де-Жанейро. С последнего времени несколько рейсов идут до аэропортов городов Бразилиа и Форталеза. Из южноамериканских интеграцией ожидается, что больше аэропортов откроются для международных рейсов в течение последующих лет.
В Бразилии развита сеть трубопроводов, протяжённость которых в 2005 году составила:

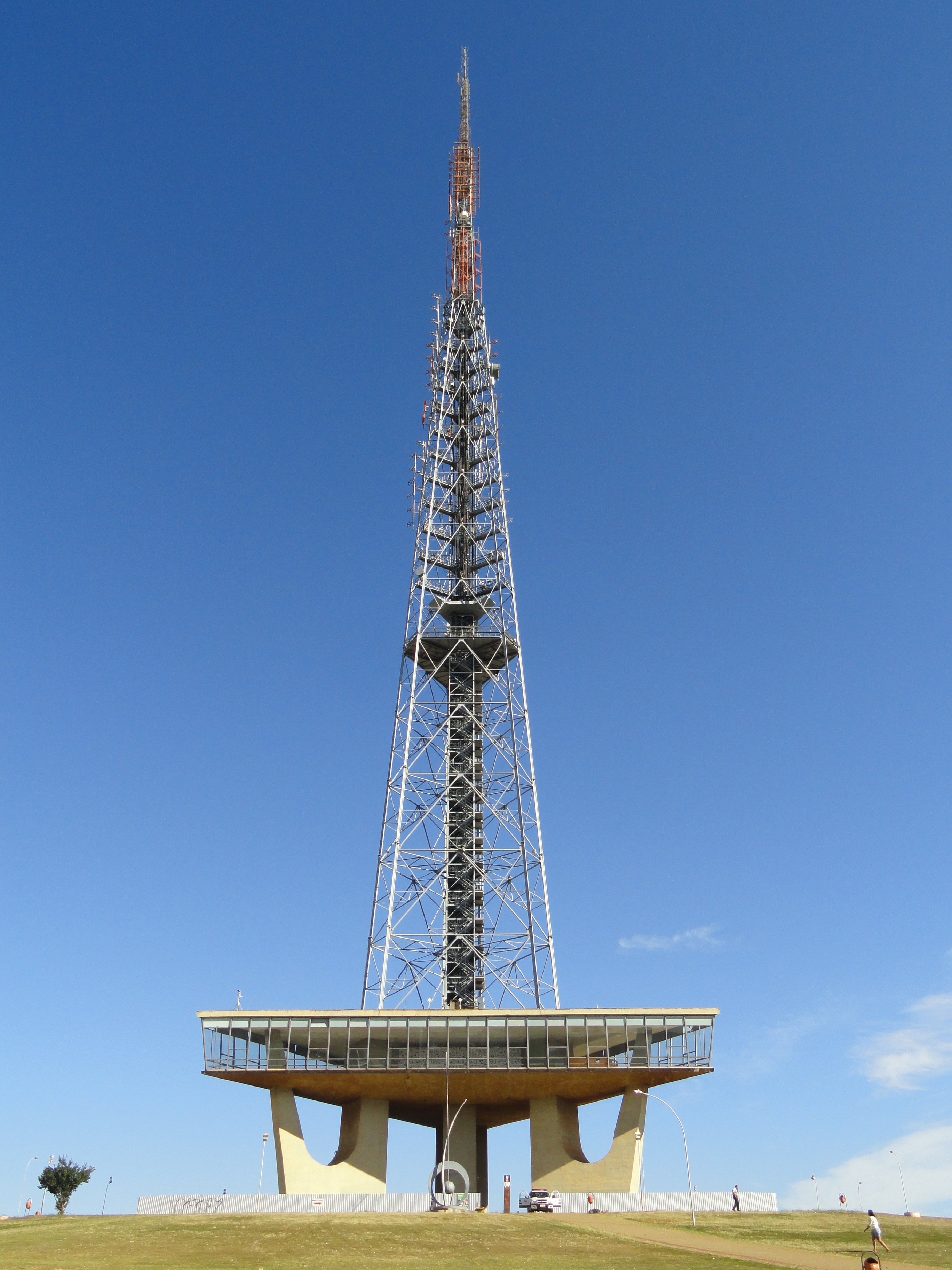
Телебашня 1 в городе Бразилиа

- газовый конденсат — 244 км.
- природный газ — 10 739 км.

- сжиженный нефтяной газ — 341 км.
- нефть — 5213 км.
- нефтепродукты — 4755 км.

### Телекоммуникации
Количество:
- телефонных линий — 41,4 млн в 2009 году[64];
- мобильных телефонов — 173,9 млн штук в 2009 году[65];
- телевизионных станций — 138 в 1997 году;
- радиостанций в 1999 году:
  - AM — 1365,
  - FM — 296,
  - коротковолновых — 161;
- пользователей Интернета — 50 млн на март 2008 года (26,1 % населения)[66].

### Здравоохранение
Государственной системой здравоохранения является созданная в 1988 году Единая система здравоохранения (SUS). Медицинские услуги, предоставляемые SUS, являются бесплатными для граждан государства. Присутствует в стране и частная медицина.

## Культура
Культура Бразилии начала формироваться и формируется по сей день как смесь разнообразных исторических традиций народов, составляющих бразильскую нацию.

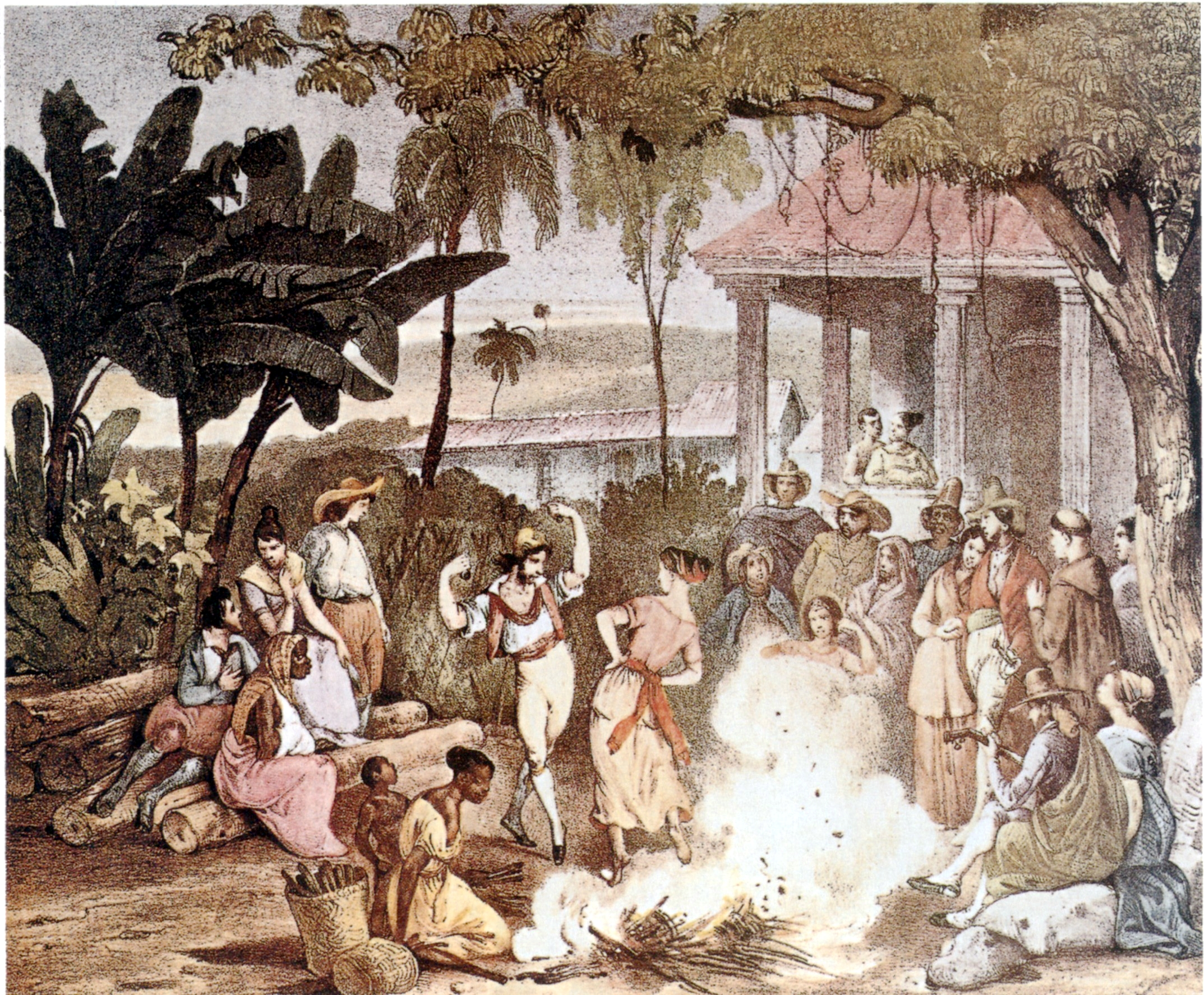

Доминирующим остаётся португальское начало — бразильцы говорят на португальском языке, преобладает католицизм — основная религия португальцев, широко распространены обычаи первых поселенцев-колонизаторов. В то же время бесспорно влияние индейцев и африканцев. Также распространён язык тупи-гуарани: в XVI веке священники-миссионеры перевели на него катехизис и использовали для ведения своей деятельности на севере Бразилии.
Ряд слов в современном языке имеют индейское происхождение. Влияние индейской культуры особенно заметно в Амазонии, а следы африканской культуры больше прослеживаются на побережье Бразилии, начиная с Рио-де-Жанейро.
В стране насчитывается 14 культурных объектов Всемирного наследия ЮНЕСКО.

### Музыка

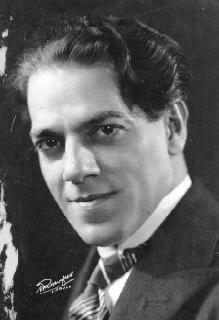
Эйтор Вила-Лобос

Бразильская музыка развивалась в разных стилях и музыкальных жанрах, таких как бразильская популярная музыка, маракату, самба, форро, шоро, ламбада, тропикалия, босса-нова, фреву, музыка гаучо.
Африканское влияние заметно в бразильской популярной музыке, особенно в ритмичной самбе. Помимо африканских ритмов, бразильская музыка находилась под влияниям вальса, польки, хоты — европейских музыкальных жанров, привезённых колонизаторами и переселенцами. Пример подобного смешения — музыка бразильского композитора-классика Эйтора Вила-Лобоса, который использовал в своих произведениях африканские, индейские и португальские мелодии.
В современной бразильской музыке сочетаются ритмы самбы и североамериканских и британских популярных песен. Танцевальное искусство неразрывно следовало на протяжении всей истории Бразилии за музыкой. Популярный танец самба — не единственное проявление танцевальной культуры Бразилии. Бразильские танцоры всегда внимательно изучали и использовали танцевальные находки и традиции крупнейших школ мира, одновременно объединяя их с национальной самобытностью танца, что создало поистине неисчерпаемый источник для креативности и самовыражения. Среди самых знаменитых школ танца Бразилии — балет «Стажиум» (Stagium) и «Группа Корпу» (Grupo Corpo). Также в Бразилии серьёзно развита рок-сцена.

### Архитектура, искусство и литература

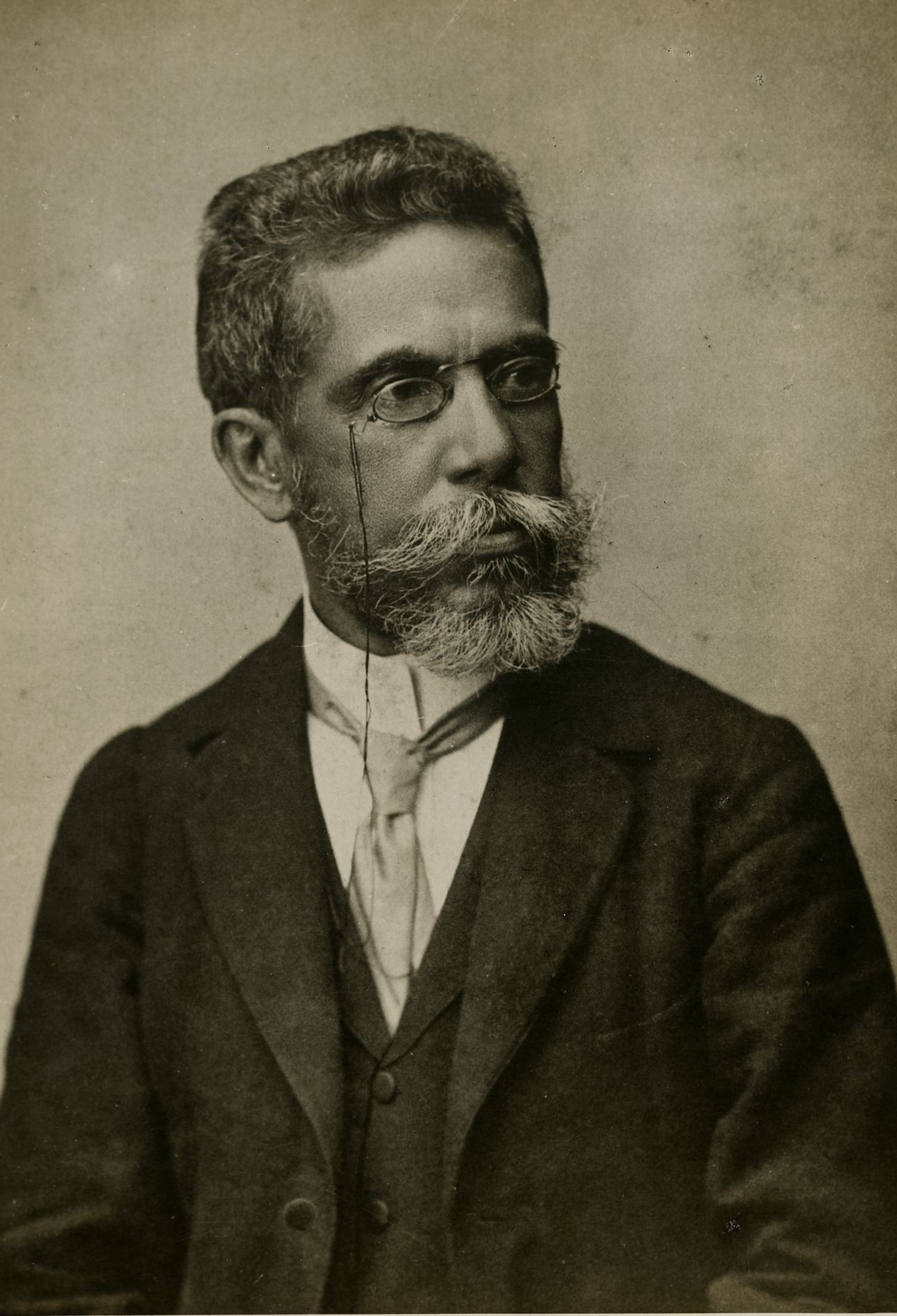
Поэт Ж. Машаду

В архитектуре Бразилия, также исторически находившаяся под влиянием культуры колонизаторов, прошла через различные фазы в поисках своей идентичности. От барокко и рококо, смешавшись с индейскими мотивами и тропическими темами, сегодня бразильская архитектура признана во всём мире благодаря неповторимому индивидуальному стилю и постоянному новаторству авторов, самым ярким примером которому стал город Бразилиа, созданный Оскаром Нимейером и Лусио Костой.
Художественное искусство, как и архитектура, имеет свою богатую историю, начинаясь с примитивных наскальных рисунков до возникновения в XVIII веке национальной школы живописи, достигшей мирового признания в XIX веке благодаря работам Б. Алмейды и сохранившей славу до сегодняшнего дня: именно бразильские художники Ди Кавальканти и Кандиду Портинари были удостоены чести украсить фасадную стену резиденции ООН в Нью-Йорке. С 1951 года в Сан-Паулу каждые два года проводится международная художественная выставка, привлекающая художников из более чем 50 стран мира. Огромный творческий потенциал нации выразился в бурном развитии в сегодняшней Бразилии современных видов искусства: мода, реклама, ландшафтный и индустриальный дизайн.
Бразильская литература внесла больший вклад в мировую культуру, чем породившая её португальская. Наиболее известны писатели Жуакин Машаду, Жозе Аленкар, Грасильяну Рамус, Жоржи Амаду, Эрику Верисиму, Мануэл Бандейра и Жуан Кабрал ди Мелу Нету. Современным русскоязычным читателям более знаком Пауло Коэльо. Всемирно известна Бразильская академия литературы в Рио-де-Жанейро.

### Кинематограф
Придя в Бразилию вскоре после изобретения, сегодня национальный кинематограф продолжает своё успешное шествие по миру. Начавшись с кинокомедий «шашадас» одной из первых киностудий «Атлантида», пройдя через эпоху «нового кино» Глаубера Роши, движение «андеграунд» и до сегодняшнего дня, история бразильского кинематографа каждого периода богата многочисленными премиями самых престижных международных кинофестивалей. «Младшей сестрой» традиционных кинофильмов является индустрия теленовелл, которая сейчас представляет собой гигантскую фабрику «мыльных опер», экспортируемых во многие страны мира.

### Кухня

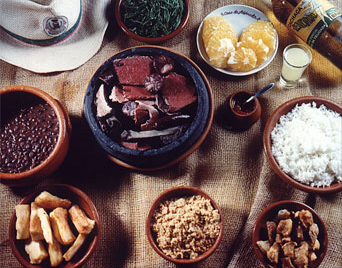
Фейжоада

Современная бразильская кухня представляет собой гастрономический синтез, сформировавшийся под влиянием европейской, прежде всего португальской, индейской и африканской кулинарных традиций. Кулинарное наследие Португалии сегодня отражается в гуляшах, приготовленных в одном горшке, в жареном на гриле мясе и сладких десертах на основе яиц, а также в навыках приготовления сыров и копчении мяса. Португальское влияние также заметно в использовании таких ингредиентов, как солёная треска, чеснок, оливки, айва и миндаль. Кулинарные традиции американских индейцев, первоначальных жителей континента, наблюдаются в обычаях приготовления продуктов, характерных для Южной Америки. Африканские рабы, завезённые в Бразилию в XVII веке для работы на сахарных плантациях, привезли с собой пальмовое масло, кокос, сушёные креветки, плантейн, бамию и оригинальные африканские рецепты. Например, фейжоада — блюдо из фасоли, мясных продуктов и фарофы (маниоковой муки). Позднее, золотая лихорадка, а также резиновый и кофейный бум способствовали притоку иммигрантов из Италии, Германии, Китая и Японии и их кулинарных традиций. Кроме этого, кухня каждого региона Бразилии имеет свои особенности, сформированные историей и географическим положением. В Баие, например, готовят акараже.

### Спорт

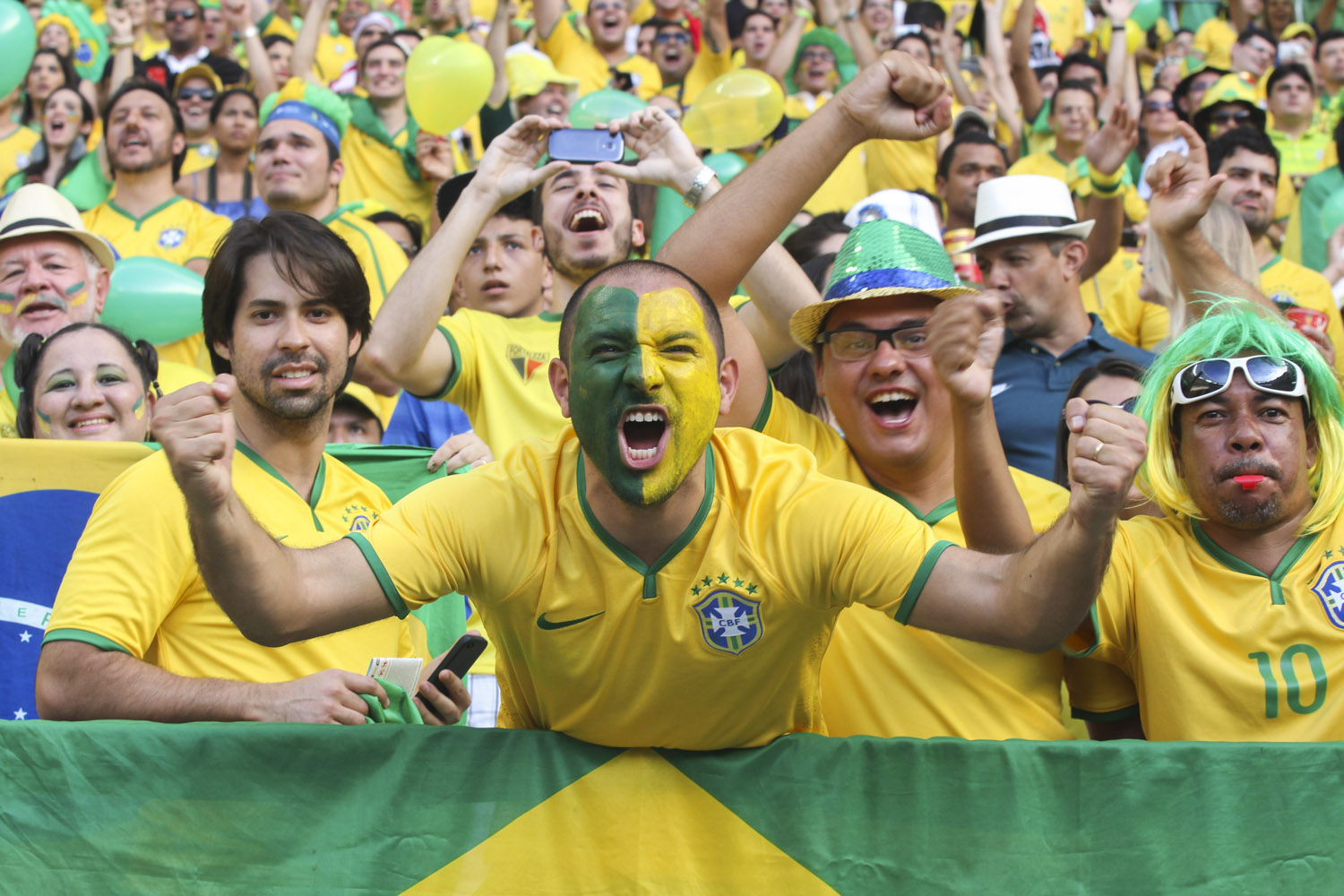
Чемпионат мира по футболу 2014

Самым популярным видом спорта в Бразилии является футбол и множество его разновидностей (мини-футбол, пляжный футбол, футзал). Футбол в Бразилии — национальный вид спорта, 74 % населения страны так или иначе увлечены этой игрой. Сборная Бразилии по футболу участвовала на всех чемпионатах мира (23 раз) и больше всех на них побеждала (5 раз). Вторым по значимости, но не менее популярным видом спорта в Бразилии является волейбол и его разновидность (пляжный волейбол). Бразильская национальная команда была трижды победительницей Олимпийских Игр (в 1992, 2004 и 2020 годах), дважды, чемпионом мира ФИВБ (в 2002 и 2006), и девять раз чемпионом мировой лиги. Бразилия также является родиной нескольких видов спорта, которые стали популярными во всём мире, такие как капоэйра и бразильское джиу-джитсу. Зимние виды спорта в Бразилии развиты слабо в связи с жаркими климатическими условиями. Популярен в стране автоспорт — Бразилия дала таких знаменитых гонщиков Формулы-1, как Эмерсон Фиттипальди, Нельсон Пике, Айртон Сенна (все становились чемпионами мира), Рубенс Баррикелло, Фелипе Масса.
Бразилия принимала чемпионат мира по футболу 1950 и чемпионат мира по футболу 2014. В 2016 году Бразилия приняла XXXI летние Олимпийские игры, которые прошли в Рио-де-Жанейро.

### Праздники
| Дата       | Португальское название     | Праздник                  | Примечание                                 |
| ---------- | -------------------------- | ------------------------- | ------------------------------------------ |
| 1 января   | Confraternização Universal | Всемирной дружбы          | Начало календарного года                   |
| 19 апреля  | Paixão de Cristo           | Страсти Христовы          | Память о страданиях Христа                 |
| 21 апреля  | Tiradentes                 | Тирадентис                | В честь мучеников заговора в Минас-Жерайсе |
| 1 мая      | Dia do Trabalhador         | День рабочего             | В честь всех рабочих                       |
| 7 сентября | Independência              | Независимости             | Провозглашение независимости от Португалии |
| 12 октября | Nossa Senhora Aparecida    | Нашей госпожи Апаресиды   | Покровительница страны                     |
| 2 ноября   | Finados                    | Покойных                  | День поминовения умерших                   |
| 15 ноября  | Proclamação da República   | Провозглашения республики | Трансформация империи в республику         |
| 25 декабря | Natal                      | Рождество                 | Празднование Рождества                     |

Тоже празднуются:
- Карнавал в Рио-де-Жанейро — начинается в пятницу перед Пепельной средой.
- 9 июня — день «Апостола Бразилии» Жозе ди Аншиеты.

В честь Бразилии назван астероид (293) Бразилия, открытый 20 мая 1890 года французским астрономом Огюстом Шарлуа в обсерватории Ниццы.